# Liste von Persönlichkeiten der Stadt Nürnberg

Kleines Wappen der Stadt Nürnberg
Großes Wappen der Stadt Nürnberg

Diese Liste enthält in Nürnberg geborene Persönlichkeiten sowie solche, die in Nürnberg gewirkt haben, dabei jedoch andernorts geboren wurden. Die Liste erhebt keinen Anspruch auf Vollständigkeit.
chronologisch nach Geburtsjahr; bei gleichem Geburtsjahr alphabetisch

## In Nürnberg geborene Persönlichkeiten

### 13. bis 15. Jahrhundert
- Christine Ebner (1277–1356), Dominikanerin und Mystikerin
- Philipp Groß (um 1290–nach 1355), Stadtbaumeister von Nürnberg
- Adelheid Langmann (1306–1375), Nonne und Mystikerin
- Ulman Stromer (1329–1407), Großhändler, Fabrikant und Ratsherr
- Bartholomäus Fröwein (14. Jahrhundert–1430), Abt von Kloster Ebrach, Hochschullehrer
- Wenzel (1361–1419), König von Böhmen und römisch-deutscher König
- Friedrich I. (1371–1440), Kurfürst von Brandenburg
- Hans Rosenplüt (um 1400–1460), Büchsenmeister und Dichter
- Niklas III. Muffel (1409/10–1469), Klosterpfleger, Gesandter und Autor
- Conrad Paumann (1409/15–1473), Organist, Komponist und Lautenist
- Hermann Schedel (1410–1485), Stadtarzt in Augsburg und Nürnberg, Leibarzt Friedrichs III. von Brandenburg, Vetter von Hartmann Schedel
- Endres Tucher (1423–1507), Baumeister der Stadt Nürnberg
- Erhard Schürstab († 1461), Patrizier, Ratsmitglied, Spitalpfleger, Kriegsherr, Bürgermeister und Chronist
- Erasmus Schürstab (1426–1473), Patrizier, Groß- und Fernhandelskaufmann sowie Ratsmitglied
- Michael Wolgemut (1434–1519), Maler und Meister des Holzschnitts
- Anton Koberger (um 1440–1513), Buchdrucker, Verleger und Buchhändler
- Hartmann Schedel (1440–1514), Arzt, Humanist und Historiker
- Hans II. Glockengießer (etwa 1444–1521), Glockengießer
- Paul von Watt (≈1451–1505), Jurist, Universitätslehrer, Kanzler des Hochmeisters des Deutschen Ordens und Bischof von Samland
- Adam Kraft (1455/60–1509), Bildhauer und Baumeister
- Anton Kreß von Kressenstein (1455–1520), Ratsherr und Rugsherr der Freien Reichsstadt Nürnberg
- Peter Vischer der Ältere (um 1455–1529), Bildhauer
- Lorenz Beheim (um 1457–1521), Humanist, Astrologe, Mediziner und Alchimist
- Anton Tucher (1458–1524), Kaufmann und Mäzen
- Martin Behaim (1459–1507), Tuchhändler, initiierte den Bau des nach ihm benannten Behaim-Globus
- Sixtus Tucher (1459–1507), Kirchenrechtsprofessor an der Universität Ingolstadt und Propst in Nürnberg; in seine Amtszeit fielen die Planungen für das Gänsebuch von St. Lorenz
- Sebastian Lindenast (um 1460–?), Kupferschmied
- Wilhelm Pleydenwurff (1460–1494), Maler und Holzbildhauer
- Veit Hirschvogel (1461–1526), Glasmaler
- Johann Weyssenburger (um 1465 – um 1535), Priester und Buchdrucker
- Johann Mantel I. (um 1468–1530), Theologe und Reformator
- Johannes Werner (1468–1522), Mathematiker, Astronom, Astrologe, Geograph und Kartograph
- Albrecht Dürer (1471–1528), Maler, Grafiker, Mathematiker und Kunsttheoretiker
- Agnes Dürer (1475–1539), Kunsthändlerin
- Peter Henlein (1479/80–1532), Schlossermeister
- Lazarus Spengler (1479–1534), Ratsherr
- Hans Behaim der Jüngere (um 1480–1533), Kanonen- und Glockengießer im Dienste des polnischen Königshofs in Krakau
- Clara Pirckheimer (1480–1533), Äbtissin des Klarissenklosters in Nürnberg
- Melchior Pfintzing (1481–1535), Geistlicher
- Christoph Scheurl (1481–1542), Jurist, Diplomat und Humanist
- Christoph Kreß von Kressenstein (1484–1535), Bürgermeister und Politiker
- Endres Dürer (1484–1555), Gold- und Silberschmied
- Johann Apel (1486–1536), Jurist und Humanist
- Wolf Traut (* um 1486–1520), Maler, Zeichner und Grafiker der Renaissance
- Leonhard Marstaller (1488–1546), katholischer Theologe
- Thomas Venatorius (um 1488–1551), Theologe und Reformator
- Hans Vischer (um 1489–1550), Bildhauer und Erzgießer
- Hans Dürer (1490–1534), Maler und Zeichner
- Konrad Helt (um 1490–1548), Augustiner-Eremit, zeitweise Martin Luthers Vorgesetzter
- Johann Heß (1490–1547), Theologe und Reformator
- Joseph Klug (um 1490–1552), Buchdrucker
- Erhard Schön (um 1491–1542), Zeichner und Holzschneider
- Jörg Herz (1492–1554), Goldschmied und Juwelier
- Pankraz Labenwolf (1492–1563), Erzgießer
- Hans Sachs (1494–1576), Spruchdichter, Meistersinger und Dramatiker
- Sebaldus Münsterer (um 1495–1539), Rechtswissenschaftler
- Hieronymus Lotter (um 1497–1580), Kaufmann
- Johann Neudörffer der Ältere (1497–1563), Schreib- und Rechenmeister
- Hieronymus Baumgartner (1498–1565), Mitgestalter der Reformation in Nürnberg
- Andreas Osiander (1498–1552), Reformator in Nürnberg
- Hieronymus Höltzel (vor 1499 – nach 1527), Buchdrucker und Verleger
- Hans Gerle (vor oder um 1500–1554), Lautenist und Komponist
- Hans Sebald Beham (1500–1550), Maler und Kupferstecher
- Hieronymus Besold (um 1500–1562), lutherischer Theologe
- Konrad Mauser (um 1500–1548), Rechtswissenschaftler

### 16. Jahrhundert
- Barthel Beham (um 1502–1540), Maler und Kupferstecher
- Georg Major (1502–1574), lutherischer Theologe
- Augustin Hirschvogel (1503–1553), Künstler, Geometer und Kartograf
- Niclas Stör (um 1503–1562), Zeichner und Holzschneider
- Lienhard III. Hirschvogel (1504–1549), Kaufmann und Fernhändler, Erbauer des Hirsvogelsaals
- Bartolomé Blumenthal (1506–1585), Händler, Abenteurer und Konquistador
- Veit Dietrich (1506–1549), Theologe, Schriftsteller und Reformator
- Hieronymus Köler der Ältere (1507–1573), Reiseschriftsteller
- Sebald Hauenreuter (1508–1589), Philosoph, Mediziner und Hochschullehrer
- Kurt Lochner (um 1510–1567), Plattner
- Erasmus Ebner (1511–1577), Diplomat, Gelehrter und Staatsmann
- Berthold Holzschuher (1511–1582), Patrizier und Ratsherr, Pionier des Versicherungsgedankens
- Endres II. Hirschvogel (1513–1550), Kaufmann
- Erasmus Flock (1514–1568), Mathematiker, Astronom, Dichter und Mediziner
- Virgil Solis (1514–1562), Zeichner und Kupferstecher
- Sebaldus Baumann (um 1515–?), Kreuzkantor
- Johann Funck (1518–1566), evangelischer Theologe
- Johann Sciurus (um 1518–1564), Mathematiker, Philologe und evangelischer Theologe
- Matthäus Vogel (1519–1591), evangelischer Theologe
- Georg Labenwolf (um 1520–1585), Erzgießer
- Petrus Ketzmann (1521–1570), lutherischer Theologe und Pädagoge
- Sebastian Ochsenkhun (1521–1574), Lautenist und Komponist
- Helena Magenbuch (1523–1597), Botanikerin und Apothekerin
- Johann Eichorn (1524–1583), bedeutendster Buchdrucker seiner Zeit in Ostdeutschland (HRR)
- Conrad Klingenbeck (1526–1567), Theologe
- Hans Hoffmann (um 1530–1591/92), Maler und Zeichner
- Paul Buchner (1531–1607), Baumeister
- Melchior Neusidler (um 1531–um 1591), Lautenist
- Lorenz Dürnhofer (1532–1594), evangelischer Theologe
- Joachim Camerarius der Jüngere (1534–1598), Arzt, Botaniker und Naturforscher
- Lucas Osiander der Ältere (1534–1604), evangelischer Theologe
- Caspar Schleupner (1535–1598), Rechenmeister
- Hans Heyden (1536–1613), Musikinstrumentenbauer und Organist
- Georg Mauritius (1539–1610), Pädagoge, lateinischer Dichter und Dramatiker
- Adam Berg, genannt Montanus (1540–1610), Buchdrucker und Verleger
- Kaspar Bienemann (1540–1591), Theologe und Dichter
- Jakob Ayrer (um 1544–1605), Dramatiker
- Benedikt Wurzelbauer (1548–1620), Bildhauer und Erzgießer
- Lazarus Röting (1549–1614), Maler
- Basilius Besler (1561–1629), Apotheker, Botaniker und Verleger
- Johann Christoph Fugger (1561–1612), Angehöriger der Kaufmannsfamilie Fugger
- Johann Siebmacher (um 1561–1611), Wappenmaler, Kupferstecher, Radierer und Verleger
- Wolf Jacob Stromer (1561–1614), Ratsbaumeister
- Christoph Jamnitzer (1563–1618), Goldschmied
- Hans Leo Haßler (1564–1612), Komponist, Organist, Uhrmacher und Verfertiger von Musikautomaten
- Johannes Ofner (um 1569), Intellektueller und Weltreisender
- Jakob Haßler (1569–1622), Komponist
- Paul Sartorius (1569–1609), Komponist und Organist
- Franz Prünsterer (1570–1637), Kaufmann und Ratsherr der Hansestadt Lübeck
- Hans Christoph Heyden (1572–1617), Komponist, Organist und Dichter
- Ernst Soner (1572–1612), Mediziner und Naturheilkundler
- Ludwig Camerarius (1573–1651), Staatsmann und Rechtsgelehrter
- Ambrosius Metzger (1573–1632), Meistersinger und Komponist
- Michael Piccart (1574–1620), Philosoph, Philologe und Historiker
- Johann Christoph Oelhafen von Schöllenbach (1574–1631), Pfalzgraf und Gesandter der Stadt Nürnberg
- Johannes Oettinger (1577–1633), Geograf, Kartograf und Geodät
- Valentin Dretzel (1578–1658), Organist und Komponist
- Jobst Harrich (1579–1617), Maler und Kopist
- Johann Mannich (1579 – nach 1637), lutherischer Theologe
- Johann Staden (1581–1634), Organist und Komponist
- Daniel Schwenter (1585–1636), Orientalist und Mathematiker
- Hans Troschel der Jüngere (1585–1628), Kompassmacher und Kupferstecher
- Johann König (1586–1642), Maler, Miniaturist und Zeichner
- Hanns Carl (1587–1665), Baumeister, Zeugmeister und Zeichner
- Johann Andreas Herbst (1588–1666), Komponist
- Kaspar Uttenhofer (um 1588–1621), Mathematiker und Astronom
- Johannes Vogel (1589–1663), evangelischer Theologe und Lyriker
- Hans Bien (1591–1632), Zeichner und Steinmetz
- Michael Walther der Ältere (1593–1662), lutherischer Theologe
- Wolfgang Endter der Ältere (1593–1659), Buchdrucker und Verleger
- Philipp Eckebrecht (1594–1667), Kaufmann und Amateurastronom
- Hans Hautsch (1595–1670), Zirkelschmied
- Georg Tobias Schwendendörffer (1597–1681), Rechtswissenschaftler

### 17. Jahrhundert
- Georg Achatz Heher (1601–1667), Jurist, Diplomat und Kanzler
- Tobias Oelhafen von Schöllenbach (1601–1666), Rechtsgelehrter, Diplomat und Pfalzgraf
- Georg Pfründt (1603–1663), Medailleur, Wachsbossierer und Kupferstecher
- Leonhard Löw (1606–1658), Glockengießer
- Paul Fürst (1608–1666), Verleger, Kunst- und Buchhändler
- Johann Helwig (1609–1674), Dichter und Arzt
- Wolfgang Jacob Dümler (1610–1676), Pfarrer von St. Johannis und Autor
- Christoph Ritter (1610–1676), Goldschmied
- Georg Schweigger (1613–1690), Bildhauer, Skulpteur und Medailleur
- Johann Siegmund Wurffbain (1613–1661), Ostindien-Reisender
- Andreas Georg Paumgartner (1613–1686), Patrizier, Bürgermeister und Kriegshauptmann der Stadt Nürnberg
- Johann Martin Rubert (um 1615–1677), Organist und Komponist
- Johann Erasmus Kindermann (1616–1655), Komponist
- Johann Georg Volkamer (1616–1693), Arzt, Naturforscher und Schriftsteller
- Leonhard Ursinus (1618–1664), Mediziner und Botaniker
- Balthasar Herold (1620–1683), Metallgießer und Bildhauer
- Lukas Friedrich Reinhard (1623–1688), lutherischer Theologe
- Johann Christoph Arnschwanger (1625–1696), Kirchenlieddichter
- Johann Conrad Dürr (1625–1677), Theologe und Hochschullehrer
- Johann Jacob Saar (1625–1664), Seefahrer, Soldat und Autor
- Paul Hainlein (1626–1686), Komponist und Trompetenmacher
- Michael Praun (1626–1696), Jurist und baden-durlachischer Hofrat
- Christoph Peller von und zu Schoppershof (1630–1711), deutscher Jurist und Diplomat, Prokanzler der Universität Altdorf
- Johann Philipp Lemke (1631–?), Maler
- Simon Bornmeister (1632–1688), Theologe und Kirchenlieddichter
- Georg Tobias Oelhafen von Schöllenbach (1632–1685), Jurist
- Maria Catharina Stockfleth (1632–1694), Dichterin
- Georg Caspar Wecker (1632–1695), Komponist und Organist
- Andreas Ingolstetter (1633–1711), Kaufmann und Kirchenlieddichter
- Johann Christoph Wagenseil (1633–1705), Polyhistor, Rechtsgelehrter und Orientalist
- Johann Ludwig Faber (1635–1678), Kirchenlieddichter
- Johann Paul Auer (1636–1687), Maler
- Barbara Juliane Penzel (1636–1673), Dichterin
- Johann Andreas Graff (1637–1701), Maler, Kupferstecher, Radierer, Zeichner und Kupferstichverleger
- Wolfgang Gundling (1637–1689), Prediger, Diakon und Kirchenschriftsteller
- Johannes Saubert der Jüngere (1638–1688), lutherischer Theologe und Orientalist
- Johann Trost (1639–1700), Architekt
- Paul Heigel (1640–1690), Mathematiker und evangelischer Theologe
- Anna Katharina Block (1642–1719), Malerin
- Christoph Franck (1642–1704), evangelischer Theologe
- Rosina Helena Fürst (1642–1709), Kunststickerin, Zeichnerin und Kupferstecherin
- Johann Löhner (1645–1705), Komponist, Organist und Sänger
- Johann Philipp Pfeiffer (1645–1695), Philologe, Bibliothekar und Theologe
- Michael Wening (1645–1718), Kupferstecher
- Magnus Daniel Omeis (1646–1708), Dichter und Philosoph
- Johann Wilhelm Baier (1647–1695), evangelischer Theologe
- Daniel Eberlin (1647–1714/1715), Komponist
- Georg Paul Rötenbeck (1648–1710), Philosoph und Professor
- Johann Philipp Krieger (1649–1725), Komponist, Organist und Kapellmeister
- Jacob Hieronymus Lochner (1649–1700), evangelischer Pfarrer, Theologe, Dramatiker und Lyriker
- David Nerreter (1649–1726), lutherischer Theologe
- Magdalena Fürst (1652–1717), Malerin und Koloristin
- Johann Krieger (1652–1735), Komponist und Organist
- Johann Pachelbel (1653–1706), Komponist
- Christoph Adam Negelein (1656–1701), deutscher Kaufmann, Komponist und Dichter
- Paul Jacob Marperger (1656–1730), Schriftsteller
- Susanna Maria von Sandrart (1658–1716), Zeichnerin und Kupferstecherin
- Wolfgang Christoph Deßler (1660–1722), Dichter und Konrektor
- Georg Andreas Kraft (um 1660–1726), Komponist
- Georg Wilhelm Löffelholz von Kolberg (1661–1719), kaiserlicher österreichischer Feldzeugmeister
- Johann Volkamer (1662–1744), Mediziner und Botaniker
- Albrecht Krieger (1663–1726), Medailleur und Stempelschneider
- Friedrich Feuerlein (1664–1716), lutherischer Theologe
- Johann Daniel Preissler (1666–1737), Maler
- Johann Georg von Bemmel (1669–1723), Maler
- Johann Leonhard Bromig II. (1670–1740), Bildhauer und Bronzegießer
- Johann Jakob Feuerlein (1670–1716), lutherischer Theologe
- Johann Heinrich Müller (1671–1731), Astronom
- Magdalena Rosina Funck (1672–nach 1695), Blumenmalerin
- Gottlieb Trost (1672–1728), Baumeister
- Gustav Philipp Mörl (1673–1750), Antistes und Bibliothekar
- Johann Christoph Müller (1673–1721), Kartograf
- Johann Abraham Merklin (1674–1729), Stadtphysicus in Nürnberg und Mitglied der Gelehrtenakademie „Leopoldina“
- Joachim Negelein (1675–1749), lutherischer Theologe
- Paul Decker (1677–1713), Kupferstecher
- Johann Gabriel Doppelmayr (1677–1750), Astronom
- Johann Friedrich Riederer (1678–1734), Dichter
- Johann Georg Puschner (1680–1749), Astronom und Kupferstecher
- Michael Alberti (1682–1757), Mediziner, Physiker und Philosoph
- Wolfgang Magnus Gebhard (1683–1755), Zeichner, Kupferstecher und Maler
- Peter Conrad Monath (1683–1747), Verleger
- Bernhard Vogel (1683–1737), Kupferstecher
- Johann Graf (1684–1750), Komponist
- Johann Jacob de Neufville (1684–1712), Komponist und Organist
- Georg Jakob Schwindel (1684–1752), evangelischer Theologe und Historiker
- Wolfgang Melchior Volland (1684–1756), Kantor und Komponist
- Peter von Bemmel (1685–1753), Landschaftsmaler
- Johann Adam Delsenbach (1687–1765), Künstler und Kupferstecher
- Anna Barbara Murrer (1688–1721), Malerin
- Johann Leonhard Rost (1688–1727), Schriftsteller und Astronom
- Jakob Wilhelm Feuerlein (1689–1766), lutherischer Theologe
- Johann Jacob Schübler (1689–1741), Barockbaumeister, Architekturtheoretiker und -schriftsteller sowie Mathematiker
- Johann Wilhelm Widmann (1690–1743), Oberphysicus von Nürnberg und Mitglied der Gelehrtenakademie Leopoldina
- Georg Christoph Munz (1691–1768), Geistlicher, Gymnasiallehrer und Kirchenlieddichter
- Georg Daniel Heumann (1691–1759), Zeichner und Kupferstecher
- Michael Kelsch (1693–1742), Mathematiker, Philosoph und Astronom
- Conrad Friedrich Feuerlein (1694–1742), lutherischer Theologe
- Lorenz Sichart (1694–1771), Komponist und Organist
- Johann Pfeiffer (1697–1761), Komponist und Kapellmeister des Spätbarock
- Johann Georg Pintz (1697–1761), Kupferstecher
- Jacob Hering (1698–1774), Kupferstecher

### 18. Jahrhundert
- Johann Konrad Spörl (1701–1773), evangelischer Theologe
- Michael Adelbulner (1702–1779), Mathematiker, Physiker und Astronom
- Philipp von Imhoff (1702–1768), Generalleutnant
- Georg Wolfgang Knorr (1705–1761), Kupferstecher
- Johann Carl König (1705–1753), Rechtswissenschaftler und Hochschullehrer
- Johann Matthäus Leffloth (1705–1731), Komponist, Organist und Clavichordist
- Johann Wilhelm Stör (1705–1765), Zeichner und Kupferstecher
- Markus Tuscher (1705–1751), Maler und Kupferstecher
- Barbara Regina Dietzsch (1706–1783), Malerin und Zeichnerin
- Andreas Vestner (1707–1754), Medailleur und Stempelschneider
- Christoph Andreas Büttner (1708–1774), Pädagoge
- Johann Siegmund Mörl (1710–1791), Prediger, Bibliothekar und Lehrer in Nürnberg
- Georg Conrad Walther (1710–1778), Verleger und Inhaber der Waltherschen Hofbuchhandlung in Dresden
- Christoph Friedrich Geiger (1712–1767), Jurist und Hochschullehrer an der Universität Marburg
- Gabriel Nicolaus Raspe (1712–1785), Verleger
- Georg Paul Nussbiegel (1713–1776), Zeichner und Kupferstecher, Kunsthändler und Verleger
- Nicolaus Schwebel (1713–1773), Philologe, Dichter und Pädagoge
- Johann Wendler (1713–1799), Buchhändler, Verleger und Stifter in Leipzig
- Johann Siebenkäs (1714–1781), Organist und Komponist
- John Sebastian Miller (ursprünglich Johann Sebastian Müller, 1715–um 1790), deutsch-britischer Naturforscher und Illustrator
- Georg Peter Monath (1715–1788), Verleger
- Christoph August Reichel (1715–1774), Kirchenlieddichter, Geistlicher und Gymnasiallehrer
- Johann Ambrosius Beurer (1716–1754), Apotheker und Naturforscher
- Andreas Rehberger (1716–1769), evangelischer Geistlicher und Kirchenlieddichter
- Johann Augustin Dietelmair (1717–1785), evangelischer Theologe und Hochschullehrer an der Universität Altdorf
- Andreas Würfel (1718–1769), Geistlicher und Historiker
- Jonas Haas (1720–1775), Kupferstecher
- Ludwig von Zinzendorf (1721–1780), österreichischer Staatsmann
- Michael Gröll (um 1722–1798), Drucker, Verleger, Buchhändler und Hofrat
- Johann Adam Schweickart (1722–1787), Zeichner und Kupferstecher
- Christoph Carl Kress von Kressenstein (1723–1791), Patrizier, Jurist und Bürgermeister
- Johann Conrad Feuerlein (1725–1788), Jurist und Ratskonsulent
- Margaretha Barbara Dietzsch (1726–1795), Malerin und Radiererin
- Georg Wilhelm Gruber (1729–1796), Komponist und Violinist
- Christoph Siegmund von Holzschuher (1729–1779), Patrizier, Waagamtmann und Historiker
- Johann Ludwig Spörl (1731–1793), evangelischer Theologe
- Johann Christoph Martini (1732–1804), evangelischer Geistlicher und Kirchenhistoriker
- Georg Christoph Schwarz (1732–1792), katholischer Geistlicher und Hochschullehrer in Altdorf
- Christoph Gottlieb von Murr (1733–1811), Jurist, Bibliograf und Universalgelehrter
- Volkmar Daniel Spörl (1733–1807), evangelischer Theologe
- Wolfgang Jäger (1734–1795), Philologe und Historiker
- Conrad Sörgel von Sorgenthal (1735–1805), österreichischer Beamter und Manufakturendirektor
- Konrad Grübel (1736–1809), Mundartdichter, Stadtflaschner und Gassenhauptmann
- Johann Heinrich Häßlein (1737–1796), Sprachforscher
- Johann Georg Schrepfer (1738–1774), Unternehmer
- Johann Christoph Jäger (1740–1816), Chirurg
- Johann Georg Sturm (1742–1793), Kupferstecher
- Anton Ferdinand Titz (1742–1810), Geiger und Komponist
- Johann Burkhard Geiger (1743–1809), Rechtswissenschaftler und Hochschullehrer
- Michael Christian Hirsch (1743–1796), deutsch-österreichischer Kaufmann, Schriftsteller und Publizist
- Joseph Karl von Lilien (1743–1810), kaiserlicher General der Kavallerie, k.k. Kämmerer und Geheimer Rat
- Johann Sigmund Stoy (1745–1808), evangelischer Theologe, Pädagoge und Schriftsteller der Kinder- und Jugendliteratur
- Georg Ernst Waldau (1745–1817), evangelischer Theologe und Kunsthistoriker
- Maria Katharina Prestel (1747–1794), Malerin, Kupferstecherin und Radiererin
- Johann Ferdinand Roth (1748–1814), Pfarrer, Aufklärer und Historiker
- Heinrich Guttenberg (1749–1818), Kupferstecher
- Johann Nussbiegel (1750–1829), Zeichner und Kupferstecher
- Maria Barbara Wäser (1750–1797), Schauspielerin und Theaterleiterin
- Johann Christoph Mainberger (1750–1815), Komponist
- Johann Christoph Bock (1752–1830), Kupferstecher
- Paul Jakob von Feuerlein (1752–1811), Rechtswissenschaftler und Ratskonsulent
- Johann Christian Siebenkees (1753–1841), Rechtswissenschaftler und Hochschullehrer
- Christoph Wilhelm Bock (1755–1835), Maler, Zeichner und Kupferstecher
- Philippine Engelhard (1756–1831), Dichterin
- Paul Wolfgang Merkel (1756–1820), Kaufmann
- Johann Christoph Vogel (1756–1788), Komponist
- Johann Carl Bock (1757–1843), Kupferstecher und Radierer
- Johann Philipp Siebenkees (1759–1796), Philologe und Philosoph
- Dora Stock (1759–1832), Malerin, Zeichnerin und Kopistin
- Anna Margaretha Zwanziger (1760–1811), Serienmörderin
- Johann Karl Sigmund Kiefhaber (1762–1837), Beamter und Historiker
- Minna Körner (1762–1843), Malerin und Schriftstellerin
- Regina Katharina Quarry (um 1762–1821), Aquatintastecherin
- Johann Friedrich Heinrich Panzer (1764–1815), evangelischer Theologe
- Johann Karl Osterhausen (1765–1839), Mediziner und Begründer der Naturhistorischen Gesellschaft Nürnberg
- Johann Wolf (1765–1824), Pädagoge und Ornithologe
- Johann Benjamin Erhard (1766–1827), Philosoph und Arzt
- Christoph Wilhelm Zuckermandel (1767–1839), Schneider und Mathematiker
- Christoph Wilhelm Friedrich Penzenkuffer (1768–1828), deutscher Geistlicher, Pädagoge und Sprachforscher
- Jacob Sturm (1771–1848), Kupferstecher und Naturforscher
- Johann Kaspar Hechtel (1771–1799), Kaufmann, Besitzer einer Messingfabrik, Sachbuchautor und Spieleautor
- Johann Georg Haller von Hallerstein (1773–1852), Nürnberger Patrizier und Generalmajor
- Christian Gottfried Lorsch (1773–1830), Politiker
- Christian Meichelt (1776–?), Kupferstecher und Miniaturmaler
- Rudolf Sigmund von Holzschuher (1777–1861), Jurist und Politiker
- Ursula Magdalena Reinheimer (1777–1845), Malerin
- Gustav Philipp Zwinger (1779–1819), Maler, Radierer und Lithograf
- Georg Zacharias Platner (um 1781–1862), Initiator
- Michael Trost (1783–1856), Glas-, Öl- und Dosenmaler
- Georg Adam (1784/1785–1823), Kupferstecher und Maler
- Albert Christoph Reindel (1784–1853), Kupferstecher, Zeichner, Professor, Restaurator, Konservator, Architekt und Übersetzer
- Christof Fries (1787/1788–1857), Opernsänger, Schauspieler, Bühnen- und Kostümbildner
- Ernst von Braun (1788–1863), Verwaltungsbeamter in Sachsen-Altenburg
- Conrad Georg Kuppler (1790–1842), Maschinenbauingenieur und Professor
- Friedrich Fleischmann (1791–1834), Maler, Zeichner, Kupferstecher
- Johann Christoph Held (1791–1873), Klassischer Philologe
- Karl Gustav Bischof (1792–1870), Geologe und Chemiker
- Johann Adam Klein (1792–1875), Maler und Kupferstecher
- Johann Christoph Erhard (1795–1822), Maler und Radierer
- Jacob Daniel Burgschmiet (1796–1858), Bildhauer und Erzgießer
- Johann Friedrich Christian Hessel (1796–1872), Kristallograph und Hochschullehrer
- Johann Jakob Kirchner (1796–1837), Maler, Zeichner und Radierer
- Johann Andreas Wagner (1797–1861), Zoologe
- Georg Christoph Wilder (1797–1855), Architekturzeichner und Kupferstecher
- Carl Mayer (1798–1868), Künstler, Kupfer- und Stahlstecher, Graphiker und Verleger
- Johann von Vogel (1798–1870), Jurist, Regierungsdirektor, Ministerverweser des Staatsministers des Innern
- Adolf von Zerzog (1799–1880), Gutsbesitzer und Politiker
- Georg Friedrich Daumer (1800–1875), Religionsphilosoph und Lyriker
- Erhard Friedrich Leuchs (1800–1837), Redakteur und Agrarschriftsteller
- Johann Georg Wagler (1800–1832), Zoologe und Herpetologe

### 19. Jahrhundert

#### 1801 bis 1820
- Gustav Blumröder (1802–1853), Arzt, Politiker und Schriftsteller
- Bernhard Molique (1802–1869), Komponist und Violinist
- Christian Friedrich von Mayr (1803–1851), Maler
- Johann Anton Friedrich Merz (1803–1867), Kaufmann
- Friedrich Wagner (1803–1876), Kupferstecher, Stahlstecher und Schriftsteller
- Christoph Drechsler (1804–1850), Orientalist, lutherischer Theologe und Hochschullehrer
- Johannes Franz (1804–1851), Philologe
- Karl August Krebs, geboren als K. A. Miedke (1804–1880), Pianist, Komponist, Dirigent und Kapellmeister
- Philipp Mayer (1804–1868), Gymnasialdirektor und Politiker
- Hans Ofner (ab 1805), Offizier, milit. Stratege unter Ferdinand I
- Adolf zu Löwenstein-Wertheim-Freudenberg (1805–1861), Standesherr, dritter Fürst zu Löwenstein-Wertheim-Freudenberg
- Johann Heinrich Christian Friedrich Sturm (1805–1862), Kupferstecher und Ornithologe
- Ernst Freiherr von Bibra (1806–1878), Naturforscher und Schriftsteller
- Adolf Harleß (1806–1879), Theologe
- Heinrich von Mayr (1806–1871), Maler und Radierer
- Karl Friedrich Nägelsbach (1806–1859), Altphilologe
- Paulus Roetter (1806–1894), deutschamerikanischer Landschafts- und Pflanzenzeichner
- Sigmund Friedrich Loeffelholz von Colberg (1807–1874), Forstmann und Forstwissenschaftler
- Karl Michahelles (1807–1834), Zoologe und Arzt
- Jakob Stadler (1808–1873), Buchdrucker und Bürgermeister von Konstanz (1861–1866)
- Johann Wilhelm Sturm (1808–1865), Kupferstecher, Botaniker und Ornithologe
- Johann Caspar Beeg (1809–1867), Technologe und Publizist
- Wilhelm Christian Eberhard Friedrich Löffelholz von Kolberg (1809–1891), Domanialkanzleirat, Archivar und Heraldiker
- Johann von Hofmann (1810–1877), Theologe
- Johann Georg Seitz (1810–1870), deutsch-österreichischer Maler
- Andreas Fleischmann (1811–1878), Künstler, Kupfer-, Stahl- und Mezzotintostecher
- Friedrich Kunstmann (1811–1867), Theologe
- Adolf von Scheurl (1811–1893), Theologe und Rechtswissenschaftler
- Friedrich Bauer (1812–1874), evangelisch-lutherischer Theologe, Pädagoge und Germanist
- Johann Leonhard Deifel (1812 – um 1865), Zeichner, Aquarellist und Kupferstecher
- Bernhard Gugler (1812–1880), Mathematiker und Musikwissenschaftler
- Lazarus Gottlieb Sichling (1812–1863), Kupfer- und Stahlstecher
- Bernhard Afinger (1813–1882), Bildhauer
- Karl von Hegel (1813–1901), Historiker
- Wilhelm Trost (1813–1901), Tier- und Landschaftsmaler
- Johann Konrad Krausser (1815–1873), Bildhauer
- Alexander Richard Marx (1815–1851), Maler, Kupfer- und Stahlstecher sowie Verleger
- Johann Paul Priem (1815–1890), Bibliothekar und Stadthistoriker
- Conrad Geyer (1816–1893), Künstler und Kupfer- und Stahlstecher
- Peter Conrad Schreiber (1816–1894), Landschaftsmaler
- Theodor von Cramer-Klett (1817–1884), Kaufmann und Industrieller
- Carl Hartmann (1818–um 1857), Maler und Radierer
- Christoph Preisel (1818–nach 1876), Kupferstecher, Buchdrucker und Zeichner
- Ferdinand Eduard Trost (1818–1880), Dosenmaler
- Paul Johannes Merkel (1819–1861), Rechtswissenschaftler und Hochschullehrer
- Richard Barthelmeß (1820–1884), Nürnberger Armenarzt, Freimaurer und Mitbegründer des Deutsch-Katholizismus in Nürnberg
- Emil Harleß (1820–1862), Mediziner und Physiologe
- Paul von Roth (1820–1892), Rechtswissenschaftler, Hochschullehrer

#### 1821 bis 1840
- Jobst Riegel (1821–1878), Kupferstecher und Maler
- Christoph von Seiler (1822–1904), Jurist und Zweiter Bürgermeister von Nürnberg
- Julius Cnopf (1823–1906), Arzt, leitete die nach ihm benannte Cnopfsche Kinderklinik
- Theodor von Fries (1823–1909), bayerischer General der Infanterie
- Albrecht Fürchtegott Schultheiss (1823–1909), Radierer und Autor
- Franz Hablitschek (1824–1867), Kupfer- und Stahlstecher
- Ludwig Rohbock (1824–1893), Landschafts- und Architekturzeichner und Stahlstecher
- Wilhelm Jegel (1826–1890), Steinbruchbesitzer, Bürgermeister und Mitglied des Deutschen Reichstags
- Meta Wellmer (1826–1889), Schriftstellerin
- Johann Evangelist von Pruner (1827–1907), römisch-katholischer Theologe und Kapitularvikar
- Ambros Trient (1827–1900), Bauingenieur
- Veit Froer (1828–1900), Kupfer- und Stahlstecher sowie Radierer
- Paul Ritter (1829–1907), Maler
- Georg Goldberg (1830–1894), Kupfer- und Stahlstecher
- Edmund Wagner (1830–1859), Tiermaler
- Hermann Beckh (1832–1908), Politiker
- Emil Hahn (1832–1897), Schauspieler, Regisseur, Theaterleiter und -intendant
- Lorenz Ritter (1832–1921), Maler und Kupferstecher
- Johann Wilhelm Anton Albrecht Müller (1832–1909), Pathologe
- Karl Jäger (1833–1887), Radierer, Genre-, Historien- und Bildnismaler
- Johann Georg Riegel (1833–1904), Architekt und Zeichner
- Johann Bauschinger (1834–1893), Mathematiker
- August von Bechmann (1834–1907), Professor
- Gottlieb von Merkel (1835–1921), Arzt
- Ludwig von Reinhard (1836–1914), Generalleutnant
- Theodor Eyrich (1838–1907), Architekt
- Andreas Pickel (1838–1913), Kupferstecher
- Ferdinand von Jäger (1839–1916), Jurist
- Friedrich von Langhans (1840–1901), Jurist
- Emil Hecht (1840–1910), Ingenieur, Architekt und Gemeindebevollmächtigter
- Johann Sperl (1840–1914), Maler
- Ferdinand Schmidt (1840–1909), Fotograf

#### 1841 bis 1860
- Georg Hahn (1841–1889), Maler
- Georg Meisenbach (1841–1912), Erfinder des Glasgravurrasters und der Autotypie
- Max Hopfengärtner (1842–1918), österreichischer Großindustrieller
- Friedrich Beckh (1843–1927), Agrarier und Politiker
- Friedrich Georg Trost (d. Ä.) (1844–1922), Maler, Illustrator und Kunsterzieher
- Eduard Eidam (1845–1901), Botaniker und Mykologe
- Ferdinand Heerdegen (1845–1930), Altphilologe
- Karl Hammer (1845–1897), Architekt und Maler
- Friedrich Merkel (1845–1919), Mediziner, Anatom und Rektor
- Rosa Herzfeld-Link (1846–1900), Schauspielerin
- Georg Marx (1846–1904), Ingenieur
- Sigmund Schuckert (1846–1895), Elektrotechniker
- Karl von Birkmeyer (1847–1920), Rechtswissenschaftler
- Max Erdmannsdörfer (1848–1905), Dirigent und Komponist
- Johann Froitzheim (1847–1909), Lehrer und Goetheforscher
- Wilhelm Ritter von Bestelmeyer (1847–1913), Generalstabsarzt der Bayerischen Armee
- Siegmund Günther (1848–1923), Geograph, Mathematikhistoriker und Naturwissenschaftler
- Emma Klingenfeld (1848–1935), Schriftstellerin und Übersetzerin
- Friedrich Perlberg (1848–1921), Maler
- Philipp Wiemer (1849–1924), Politiker
- Hans von Pechmann (1850–1902), Chemiker
- Doris Raab (1851–1933), Kupferstecherin und Radiererin
- Emil Koeppel (1852–1917), Anglist und Hochschullehrer
- Robert von Pöhlmann (1852–1914), Althistorikerin
- August Friedrich Schwarz (1852–1915), Botaniker
- Christian Maximilian Baer (1853–1911), Maler
- Wilhelm Geiger (1856–1943), Indologe und Iranist
- Hans Blum (1858–1942), Maler
- Karl Johannes Oertel (1858–1949), Geodät und Astronom
- Fritz Walz (1858–1944), deutsch-schweizerischer Redakteur und Verleger
- Helene von Forster (1859–1923), Frauenrechtlerin und Schriftstellerin
- Paul Ritter der Jüngere (1859–1888), Maler und Radierer
- Wilhelm Ritter (1860–1948), Maler und Radierer
- Fritz Steinmetz-Noris (1860–1923), Maler
- Max von Stetten (1860–1925), Offizier

#### 1861 bis 1880
- Eugen Ritter von Clauß (1862–1942), General der Infanterie
- Paul Schad-Rossa (1862–1916), Kunstmaler, Kopist und Bildhauer
- Friedrich von Braun (1863–1923), Politiker
- August Ertheiler (1863–1960), Lebensmittelunternehmer und Verbandsfunktionär
- Georg Hager (1863–1941), Kunsthistoriker
- Georg Mühlberg (1863–1925), Maler, Zeichner und Illustrator
- Robert Schmidt (1863–um 1927), Maler
- Karl von Schoch (1863–1940), Offizier und Politiker
- Sophie Kleinfeller-Pühn (1864–1931), Genremalerin
- Paul von Merkel (1864–1949), Finanzbeamter, Ministerialdirektor im bayerischen Finanzministerium
- Hans Müller (1864–1951), Architekt
- William Frederic Ritschel (1864–1949), deutsch-amerikanischer Maler des Impressionismus
- Carl Johannes Fuchs (1865–1934), Nationalökonom, Hochschullehrer
- Johann Georg Herrmann (1865–1932), Bauingenieur für Stahl- und Brückenbau
- Maximilian Albert (1866–1903), katholischer Priester
- Georg Lang (1866–1904), Gastwirt, Festzeltbetreiber auf der Münchener Wiesn
- Ernst Müller-Meiningen (1866–1944), Landesgerichts-Senatspräsident, bayerischer Justizminister
- Anton Schöner (1866–1930), Maler, Illustrator, Lithograph und Kunstschriftsteller
- Wilhelm Merck (1867–1929), Politiker
- Friedrich Stromer von Reichenbach (1867–1940), Privatgelehrter, Geschichtsphilosoph
- Max Arenz (1868–nach 1921), Porträt- und Genremaler
- Franz Wilhelm Neger (1868–1923), Botaniker und Hochschullehrer
- Fritz Ritter (1868–1888), Architekturmaler und Radierer
- Karl Heilbronner (1869–1914), Psychiater und Neurologe
- Karl Rorich (1869–1941), Komponist
- Daniel Stücklen (1869–1945), Politiker und Gewerkschafter
- Julius Diez (1870–1957), Maler, Grafiker, Zeichner und Radierer
- Hermann Franke (1870–1925), Ingenieur und Hochschullehrer
- Friedrich Freiherr Kreß von Kressenstein (1870–1948), General der Artillerie
- Karl Tobias Fischer (1871–1953), Physiker
- Marie Heilbronner (1871–1943), Malerin
- Georg Neithardt (1871–1941), Jurist
- Ernst Freiherr Stromer von Reichenbach (1871–1952), Paläontologe
- Matthäus Pitteroff (1871–nach 1937), Musiker
- Johannes Seiler (1871–1954), Bildhauer und Maler
- Stephan Walter (1871–1937), Bildhauer
- August Falcke (1872–1930), Maler
- August Trendel (1872–1947), Jurist und Mitglied des Deutschen Reichstags
- Fritz Geyer (1873–1949), Maler, Radierer und Lithograph
- Hermann Karl Merkel (1873–1957), Rechtsmediziner und Hochschullehrer
- Rudolf Scholl (1873–1950), Verwaltungsjurist
- Konrad Taucher (1873–1950), Bildhauer
- German Bestelmeyer (1874–1942), Architekt und Hochschullehrer
- Georg Mattes (1874–1942), Bildhauer
- Hermann Beckh (1875–1937), Orientalist und Anthroposoph
- Adolf Bestelmeyer (1875–1957), Physiker
- August Engelhardt (1875–1919), Sektenführer
- Siegfried Guggenheimer (1875–1938), Physiker und Industrieller
- Rudolf Stich (1875–1960), Chirurg
- Else Oppler-Legband (1875–1965), Architektin, Künstlerin und Kostümbildnerin
- Otto Glauning (1876–1941), Bibliothekar
- Josef Hanner (1876–1954), Maschinenbauingenieur und Hochschullehrer
- Heinrich Heidner (1876–1974), Maler
- Rudolf Koch (1876–1934), Typograf, Grafiker und Kalligraf
- Felix Mayer-Felice (1876–1929), Maler
- Max Süßheim (1876–1933), Jurist
- Theodor Bitterauf (1877–1925), Historiker und Hochschullehrer
- Hermann Föttinger (1877–1945), Elektroingenieur, Erfinder und Hochschullehrer
- Christian Füchtbauer (1877–1959), Physiker und Hochschulprofessor
- Hanna Hellmann (1877–1942), Literaturwissenschaftlerin
- Alfons Stauder (1878–1937), Mediziner und Ärzteschaftsfunktionär
- Karl Süssheim (1878–1947), Historiker und Orientalist
- Friedrich Georg Trost (d. J.) (1878–1959), Maler und Kunsterzieher
- Friedrich Köhnlein (1879–1916), Schachspieler und -komponist
- Hermann Leuchs (1879–1945), Chemiker
- Emil Leyde (1879–1955), Filmregisseur, -produzent, Drehbuchautor und Kameramann
- Johannes Müller (1879–1937), Bildhauer und Maler
- Heinrich Nüßlein (1879–1947), Maler, Kunsthändler, Antiquar und Schriftsteller
- Karl Rosenthal (1879–1970), Jurist
- Ernst Aufseeser (1880–1940), Maler, Lithograf, Xylograf, Grafikdesigner und Hochschullehrer
- Robert Büssel (1880–1953), Opernsänger
- Hugo Gutmann (1880–1962), Soldat und Unternehmer
- Kurt Hering (1880–1969), Fabrikant, AG A. Hering, Maschinenfabrik und Apparatebauanstalt
- Otto Mader (1880–1944), Autor
- Simon Schöffel (1880–1959), evangelischer Theologe

#### 1881 bis 1900
- Carl Frank (1881–1945), Orientalist
- Heinrich Mayer (1881–1957), Theologe und Kunsthistoriker
- Hans Meiser (1881–1956), Theologe, lutherischer Bischof von Bayern
- Hans Müller (1881–1933), Rechtsanwalt und Manager
- August Nunhofer (1881–nach 1947), Politiker (NSDAP)
- Hanna Rademacher (1881–1979), Schriftstellerin
- Georg Reif (1881–1932), Verwaltungsjurist und Bankmanager
- Heinrich Reif (1881–1954), Brauereiunternehmer und Verbandsfunktionär
- Otto Rosenthal (1881–1924), Chemiker und Unternehmer
- Christian Ruck (1881–1962), Architekt
- Hans Marx (1882–1973), Jurist
- Wilhelm Nußelt (1882–1957), Physiker
- Fritz Popp (1882–1955), Jurist, Polizeibeamter und SS-Führer
- Ulrich Rück (1882–1962), Musikinstrumentensammler, Chemiker und Klavierhändler
- Julius Rühm (1882–1960), Politiker
- Carl Wenglein (1882–1935), Fabrikant
- Karl Wilhelm Haas (1883–1956), Philosoph, Psychologe, Soziologe und Hochschullehrer
- Otto Heller (1883–nach 1948), Landrat im Landkreis Amberg
- Anna Klein (1883–1941), Malerin und Grafikerin
- Julius Nürnberger (1883–1952), Rechtsanwalt und Mitglied des Bayerischen Senats
- Georg Stetefeld (1883–1966), Politiker
- Ludwig Hopf (1884–1939), Mathematiker
- Hermann Landwehr (1884–1955), Jurist und Widerstandskämpfer gegen den Nationalsozialismus
- Georg Herzog (1884–1962), Pathologe
- Robert Thelen (1884–1968), Ingenieur, Pilot und Luftfahrtpionier
- Georg Helgerth (1885–1953), Ringer
- Andreas Bach (1886–1963), Maler und Grafiker
- Robert Bergmann (1886–1966), Politiker und SS-Führer
- Konrad Bingold (1886–1955), Internist
- Otto Sponheimer (1886–1961), General der Infanterie im Zweiten Weltkrieg
- Karl Bröger (1886–1944), Dichter
- Paul Buchner (1886–1978), Zoologe und Zellbiologe
- Ida Dormitzer (1886–1966), Buchhändlerin
- Georg Haas (1886–1971), Arzt
- Paul Reiner (1886–1932), Reformpädagoge
- Hubert Ritter (1886–1967), Architekt, Stadtplaner und Baubeamter
- Peter Supf (1886–1961), Jagdpilot im Ersten Weltkrieg, Schriftsteller
- Heinrich Wagner (1886–1950), Konteradmiral
- Erhard Ziegler (1886–1946), Reichsgerichtsrat
- Jula Dittmar (1887–1976), Ärztin
- Albert Gorter (1887–1981), Präsident der Bayerischen Staatsbank
- Georg Friedrich Munkert (1888–1944), Sozialdemokrat, Widerstandskämpfer im Dritten Reich
- Werner von Grundherr zu Altenthann und Weiherhaus (1888–1962), Diplomat und Botschafter
- Ludwig Ankenbrand (1888–1971), freireligiöser Geistlicher, Schriftsteller und Journalist
- Wilhelm Biber (1888–1964), Jurist und Bankdirektor
- Ludwig Frühauf (1888–1950), Politiker, Abgeordneter des Bayerischen Landtages
- Agnes Gerlach (1888–1976), Frauenrechtlerin und Kommunalpolitikerin
- Carl Hilpert (1888–1947), Heeresoffizier
- Josef Kapfhammer (1888–1968), Apotheker, Chemiker, Mediziner, Ernährungsphysiologe und Hochschullehrer
- Fritz von Kraußer (1888–1934), Offizier, Politiker und SA-Führer
- Max Stefl (1888–1973), Germanist und Bibliothekar
- Alfred Bonne (1889–1959), deutsch-israelischer Wirtschafts- und Sozialwissenschaftler
- Heinrich Gärtner (1889–1963), Offizier
- Georg Gerstacker (1889–1949), Ringer
- Stefan Goldschmidt (1889–1971), Chemiker und Professor
- Margarete Haagen (1889–1966), Schauspielerin
- Johann Meyer (1889–1950), Politiker
- Otto Wirsching (1889–1919), Maler und Grafiker
- Hedwig von Branca (1890–1985), Malerin
- Bella Fromm (1890–1972), Journalistin
- Claire Goll (1890–1977), deutsch-französische Schriftstellerin und Journalistin
- Ludwig Dexheimer (1891–1966), Ingenieur und Schriftsteller
- Georg Hartmann (1891–1972), Opernregisseur und Intendant
- Hans Lämmermann (1891–nach 1970), Schulpsychologe
- Berta Ottenstein (1891–1956), Dermatologin
- Albert Wolfgang Schmidt (1891–1943), Chemiker und Rektor der Technischen Hochschule München
- Ludwig Weber (1891–1947), Komponist und Musikpädagoge
- Gustav Fehn (1892–1945), Offizier
- Andreas Gering (1892–1957), Maler und Grafiker
- Thomas Ring (1892–1983), Maler, Dichter und Astrologe
- Franz Schiemer (1892–1953), Architekt
- Edgar Stelzner (1892–1959), Studentenfunktionär und Jurist
- Hermann Vogel (1892–20. Jahrhundert), Landrat im Landkreis Ansbach
- Hanns Braun (1893–1966), Journalist, Redakteur, Theaterkritiker und Buchautor
- Eugen Fuchs (1893–1971), Opernsänger (Bassbariton)
- Johannes Haag (1893–1953), Hütteningenieur und Werksdirektor des Neunkircher Eisenwerks
- Hans Leonhard Hammerbacher (1893–1964), Präsident des Deutschen Industrie- und Handelskammertages (DIHK)
- Leonhard Held (1893–1967), Ingenieur, Präsident der Handwerkskammer für Mittelfranken
- Heinrich Hoffmann (1893–1967), Offizier
- Wilhelm von Holzschuher (1893–1965), Gutsbesitzer und Landwirt
- Heiner Kuch (1893–1976), Ingenieur und Erfinder
- Georg Luber (1893–1961), Landwirt und Politiker
- Luitpold Popp (1893–1968), Fußballspieler
- Friedrich von Röth (1893–1918), Jagdflieger im Ersten Weltkrieg
- Karl Schiener (1893–1963), Buchhändler und Druckgrafiker
- Hans Spiegel (1893–1987), Architekt und Hochschullehrer
- Georg Thumshirn (1893–1955), Motorradrennfahrer
- Heinrich Träg (1893–1976), Fußballspieler
- Edith Ebers (1894–1974), Quartärgeologin und Naturschützerin
- Karl Gebhardt (1894–nach 1954), Unternehmer
- Ida Herz (1894–1984), deutsch-britische Bibliothekarin
- Georg Rottenberger (1894–unbekannt), Fußballspieler
- Walter Scheidemandel (1894–1987), Maler
- Lucie Adelsberger (1895–1971), Ärztin
- Friedrich Geißelbrecht (1895–1985), Politiker
- Karl Holz (1895–1945), Politiker, Nationalsozialist, NSDAP-Gauleiter von Franken und SA-Gruppenführer
- Artur Kolb (1895–1945), Zahnarzt und Politiker
- Leonhard Seiderer (1895–1940), Fußballspieler und -trainer
- Ernst Supf (1895–1970), Unternehmer und Politiker
- Hans Sutor (1895–1976), Fußballspieler
- Egbert Picker (1895–1960), Generalleutnant im Zweiten Weltkrieg
- Georg Haus (1895–1945), Generalleutnant im Zweiten Weltkrieg
- Friedrich Wertheimer, später Fredric Wertham (1895–1981), deutsch-amerikanischer Psychiater und Autor
- Hans Zöberlein (1895–1964), Schriftsteller, NS-Politiker und Kriegsverbrecher
- Johannes Alt (1896–unbekannt), Germanist, Hochschullehrer
- Benno Kuhr (1896–1955), Politiker
- Rudolf Kummer (1896–1987), Bibliothekar
- Hanns Porst (1896–1984), Unternehmer
- Albert Roder (1896–1970), Konstrukteur
- Wolfgang Strobel (1896–1945), Fußballspieler
- Heinrich Stuhlfauth (1896–1966), Fußballtorhüter
- Karl Alt (1897–1951), evangelischer Theologe und Autor
- Stefan Joseph Bach (1897–1973), Biochemiker
- Karl Fiedler (1897–nach 1945), Politiker und SA-Führer
- Carl Friedrich Funk (1897–1985), Dermatologe und Hochschullehrer
- Georg Hochgesang (1897–1988), Fußballspieler
- Max Hochrein (1897–1973), Internist und Hochschullehrer
- Siegfried Kiesskalt (1897–1977), Verfahrenstechniker
- Emil Köpplinger (1897–1988), Fußballspieler
- Karl Küpfmüller (1897–1977), Elektrotechniker
- Willy Liebel (1897–1945), Politiker
- Julie Meyer (1897–1970), Soziologin und Politikerin
- Fritz Schmitz (1897–1990), Jurist
- Karl Theodor Andersen (1898–1974), Zoologe
- Georg Bell (1898–1933), Ingenieur und Spion
- Otto Ebert (1898–nach 1939), Architekt
- Sigmund Elsäßer (1898–1971), Jurist
- Konrad Gauckler (1898–1983), Naturforscher
- Silvia Koller (1898–1963), Malerin
- Anton Kugler (1898–1962), Fußballspieler und -trainer
- Heinrich Meier (1898–1972), Kaufmann und Politiker
- Jeanne Vandier d’Abbadie (1899–1977), französische Ägyptologin
- Friedrich Bergold (1899–1983), Jurist und Kommunalpolitiker
- Justus Bier (1899–1990), Kunsthistoriker
- Alf Depser (1899–1990), Chemiker, Maler, Zeichner, Holzschneider und Grafiker
- Heinrich Ilgenfritz (1899–1969), Maler, Formgestalter, Graphiker und Kupferstecher
- Hans Kalb (1899–1945), Fußballspieler, Trainer und Zahnarzt
- Walter Lippart (1899–1962), Maschinenbauer und Industrieller
- Wilhelm Mensing-Braun (1899–1967), österreichischer evangelisch-lutherischer Theologe
- Hans Michahelles (1899–1975), Marineoffizier, zuletzt Konteradmiral im Zweiten Weltkrieg
- Robert Richter (1899–1972), Unternehmer
- Heinrich Trambauer (1899–1942), NS-Fahnenträger
- Hermann Josef Wehrle (1899–1944), katholischer Priester und Widerstandskämpfer
- Hanns Weidinger (1899–1977), Offizier
- Albert Bittner (1900–1980), Dirigent
- Franz Ganninger (1900–nach 1944), Politiker
- Herta Hammerbacher (1900–1985), Landschaftsarchitektin
- Richard Heinz (1900–nach 1965), Landrat
- Otto Hintner (1900–1977), Wirtschaftswissenschaftler und Hochschullehrer
- Wilhelm Malter (1900–1993), Mundartdichter
- Walter Pelletier (1900–1982), Unternehmer
- Otto Reindl (1900–1994), Politiker
- Philipp Rupprecht (1900–1975), NS-Propagandist
- Ludwig Wieder (1900–1977), Fußballspieler
- Leonardo Conti (1900–1945), oberster NS-Arzt, Präsident des Weltverbandes für Sportmedizin, SS-Obergruppenführer
- Leonhard Holzberger (1900–1987), Oberbürgermeister und Ehrenbürger von Marktredwitz
- Alfons Bühl (1900–1988), Experimentalphysiker und Hochschullehrer

### 20. Jahrhundert

#### 1901 bis 1910
- Franz Bauer (1901–1969), Lehrer und Mundartschriftsteller
- Lilly Becher (1901–1978), Schriftstellerin und Publizistin
- Karl Bechert (1901–1981), Physiker und Politiker
- Otto J. Brendel (1901–1973), deutsch-US-amerikanischer Klassischer Archäologe
- Alfred Byrd Graf (1901–2001), deutsch-amerikanischer Botaniker
- Gustav Joseph (1901–1995), Kaufmann, Mitglied des Bayerischen Senats
- Hanns Linhardt (1901–1989), Politiker
- Siegmund Nörr (1901–1976), Jurist
- Gerhard von Rad (1901–1971), protestantischer Theologe
- Franz Reichel (1901–1965), Architekt
- Arthur Rühl (1901–1955), Mediziner und Hochschullehrer
- Georg Schwab (1901–1979), Schmiede- und Installationsmeister, Politiker
- Adolf Stählin (1901–1992), Agrarwissenschaftler
- Karl Theisinger (1901–1949), Professor
- Wilhelm Raimund Beyer (1902–1990), Jurist, Rechtsphilosoph und Hegel-Forscher
- Michael Erlenbach (1902–1962), Chemiker
- Oskar Grether (1902–1949), evangelischer Theologe und Hochschullehrer in Erlangen
- Georg Grosch (1902–1974), Kirchenmusiker
- Hans Hieronymus (1902–?), Motorradrennfahrer
- Leo Katzmeier (1902–1979), Maler und Heimatpfleger
- Otto Martini (1902–1979), Kameramann, Filmregisseur, Drehbuchautor und Filmproduzent
- Hans Fehn (1903–1988), Geograph
- Alexander Fischer (1903–1981), Bildhauer
- Martin Götz (1903–nach 1963), deutsch-britischer Wirtschaftswissenschaftler und Journalist
- Friedrich Hagen (1903–1979), Dichter
- Carl Hinrichs (1903–1990), Maler
- Friedrich Kreppel (1903–1992), Pädagoge und Hochschullehrer
- Ludwig Leinberger (1903–1943), Fußballspieler
- Kurt Leucht (1903–1974), Ringer
- Otto Ley (1903–1977), Motorradrennfahrer
- Walther von Loewenich (1903–1992), evangelisch-lutherischer Kirchenhistoriker
- Heinrich Riedel (1903–1989), evangelischer Theologe und Pfarrer
- Wolfgang Trillhaas (1903–1995), Ordinarius
- Hermann Zeltner (1903–1975), Philosoph
- Johannes Blank (1904–1983), Wasserballspieler
- Kurt Karl Doberer (1904–1993), Ingenieur, Journalist, Schriftsteller und Philatelist
- Sigmund Durst (1904–1974), Sportjournalist
- Elisabeth Fürst (1904–1989), Grundschuloberlehrerin und Autorin
- Hanns König (1904–1939), SA-Oberführer, Adjutant sowie Mitglied des Reichstags
- Trude Kolman (1904–1969), Schauspielerin, Kabarettistin, Regisseurin und Theaterleiterin
- Heinrich Meyer (1904–1977), deutsch-US-amerikanischer Literaturhistoriker und Schriftsteller
- Karl Scherm (1904–1977), Fußballspieler
- Hans Schumann (1904–1968), Motorradrennfahrer
- Ignacio Burk (1905–1984), Missionar und römisch-katholischer Ordenspriester
- Hans Geiger (1905–1991), Fußballspieler
- Karl Borromäus Glock (1905–1985), Verleger, Schriftsteller und Schlossbesitzer.
- August Haußleiter (1905–1989), Politiker und Journalist
- Florian Heller (1905–1978), Paläontologe
- Henriette Klink-Schneider (1905–1997), Konzert- und Oratorien-Sängerin sowie Hochschullehrerin
- Otto Kraus (1905–1984), Mineraloge und Naturschützer
- Georg Maul (1905–1988), Maler und Graphiker
- Georg Hans Müller-Rehm (1905–1945), Maler
- Paul Nerreter (1905–1981), Jurist und Politiker
- Carl Roesch (1905–1984), Politiker
- Heinz Schmeißner (1905–1997), Architekt und Baubeamter
- Ernst Schmidt (1905–1993), Konstrukteur
- Alfred Seitz, (1905–1982), Biologe, Direktor des Nürnberger Tiergartens
- Eugen Skasa-Weiß (1905–1977), Schriftsteller und Journalist
- Karl Staudinger (1905–1983), Maler und Buchillustrator
- Wilhelm Wühr (1905–1950), Historiker
- Wolfgang Bargmann (1906–1978), Anatom, Hochschullehrer, Rektor der Universität Kiel
- Hans Dotzler (1906–1979), Politiker
- Erich Eyermann (1906–1998), Jurist
- Luise Herzberg, geborene Oettinger (1906–1971) deutsch-kanadische Astrophysikerin und Maschinenbauerin
- Herbert Kubica (1906–1972), Bildhauer
- Karl Sigmund Mayr (1906–1978), Volkswirt und Politiker
- Erhard Müller (1906–1969), Politiker und SS-Führer
- Josef Schneider (1906–1998), römisch-katholischer Erzbischof
- Werner Schultheiß (1906–1972), Archivar und Rechtshistoriker
- Josef Seuß (1906–1946), SS-Hauptscharführer, Rapportführer und stellvertretender Schutzhaftlagerführer im KZ Dachau
- Hans Troßmann (1906–1993), Politiker
- Georg Wallner (1906–unbekannt), Jurist und Landrat
- Ludwig Wenz (1906–1968), Fußballtorwart
- Hans Zimmermann (1906–1984), Politiker
- Hermann Aldinger (1907–1993), Offizier
- Walter Höchstädter (1907–1994), Pfarrer, Vertreter der Bekennenden Kirche
- Georg Kiessel (1907–1950), Jurist, Gestapobeamter und SS-Führer
- Richard Dehm (1907–1996), Paläontologe
- Karl Diehl (1907–2008), Unternehmer
- Hans Kern (1907–1997), Architekt, Baubeamter und bildender Künstler
- Ludwig Rödl (1907–1970), Schachmeister
- Martin Scherber (1907–1974), Komponist
- Georg Stiller (1907–1992), Politiker
- Käte Strobel (1907–1996), Politikerin
- Kurt Triest (1907–1985), deutsch-israelischer Fotograf
- Ludwig Winter (1907–1982), Politiker
- Heinrich Weiß (1907–1993), Steinmetz
- Adolf Daßler (1908–?), Landrat im Landkreis Landau an der Isar
- Alfons Abel (1908–1994), Glasmaler
- Otto Bärnreuther (1908–1957), Politiker (SPD), Bürgermeister
- Hugo Distler (1908–1942), Komponist und evangelischer Kirchenmusiker
- Johann Georg Ernst Engelhard (1908–1984), Physiker
- Alfred Finsterer (1908–1996), Maler, Grafiker und Typograph
- Erich Gans (1908–1934), Arbeiter
- Heinrich Grube (1908–unbekannt), Jurist, u. a. Verteidiger während der Nürnberger Prozesse
- Max Grundig (1908–1989), Gründer der Grundig AG
- Rudolf Gugel (1908–1945), Politiker
- Fritz Wilhelm Hörauf (1908–1991), Politiker
- Otto Josef Kraus (1908–2001), Gewerkschafter und Politiker
- Dore Meyer-Vax (1908–1980), Malerin
- Andreas Munkert (1908–1982), Fußballspieler
- Kurt Neumann (1908–1958), deutsch-US-amerikanischer Filmregisseur
- Otto Rohlederer (1908–1971), Orthopäde und Hochschullehrer
- Audomar Scheuermann (1908–2000), Jurist und Professor
- Josef Schmitt (1908–1980), Fußballspieler und -trainer
- Wilhelm Sperber (1908–1987), Filmproduzent
- Fred Adlmüller (1909–1989), deutsch-österreichischer Modeschöpfer
- Richard Bing (1909–2010), deutsch-US-amerikanischer Kardiologe
- Elisabeth Mann (1909–1995), Unternehmerin, Gestütsbesitzerin und Trabrennsportförderin
- Albert Oeckl (1909–2001), Kommunikationswissenschaftler
- Richard Oehm (1909–1975), Fußballspieler
- Heinz Raether (1909–1986), Physiker
- Josef Schneeberger (1909–1982), Verwaltungsjurist
- Friedrich Seegy (1909–1990), Architekt und Baubeamter
- Willy Spilling (1909–1965), Komponist und Musikwissenschaftler
- Georg Köhl (1910–1944), Fußballspieler
- Wolfgang Preiss (1910–2002), Schauspieler und Synchronsprecher
- Hans Nüsslein (1910–1991), Tennisspieler
- Herbert Rosenfeld (1910–1986), Psychiater
- Kunigunde Schwab (1910–1997), Politikerin, Pazifistin und Widerstandskämpferin

#### 1911 bis 1920
- Wilhelm Karl Arnold (1911–1983), Psychologe
- Berta Backof (1911–2001), NS-Widerstandskämpferin
- Willi Billmann (1911–2001), Fußballspieler
- Ernst Häublein (1911–1971), Komponist und Musiklehrer
- Konrad Lechner (1911–1989), Komponist, Dirigent, Cellist, Gambist und Blockflötist
- Paul Metz (1911–1993), Ingenieur und Unternehmer der Rundfunkindustrie
- Hans-Heinrich Müller-Werther (1911–2007/2008), deutscher Maler und Grafiker
- Franz Reizenstein (1911–1968), Komponist und Pianist
- Karl Rührschneck (1911–1997), Motorradrennfahrer
- Paul Seitz (1911–1989), Architekt, Stadtplaner und Baudirektor in Hamburg
- Matthes Ziegler (1911–1992), Theologe und im Nationalsozialismus führender Mitarbeiter im Amt Rosenberg
- Herbert Agricola (1912–1998), Maler, Grafiker und Plakatkünstler
- Georg Josephthal (1912–1962), Politiker
- Friedrich Kaulbach (1912–1992), Philosoph
- Georg Klaus (1912–1974), Philosoph, Schachspieler und Schachfunktionär
- Georg Luber (1912–1980), Fußballspieler
- Ludwig Männer (1912–2003), Fußballspieler
- Martha Mödl (1912–2001), Sängerin
- Rudolf Ortner (1912–1997), Architekt, Baubeamter, Hochschullehrer, Maler und Fotograf
- Georg Umbenhauer (1912–1970), Radrennfahrer
- Christoph von Imhoff (auch Christoph Freiherr von Imhoff 1912–1986), Journalist und Schriftsteller, Pseudonym: Christian C. Walther[1][2]
- Karl Ewald Böhm (1913–1977), Schriftsteller
- Gerd Burkhardt (1913–1969), Physiker
- Georg Friedel (1913–1987), Fußballspieler
- Olga Jensch-Jordan (1913–2000), Kunstspringerin und Trainerin
- Georg Kennemann (1913–1987), Fußballspieler
- Leonhard Lutz (1913–1975), Industriemanager und Staatssekretär in Hessen
- Lotte Strauss (1913–1985), Pathologin
- Oscar Benl (1914–1986), Japanologe
- Hans Berthel (1914–2003), Jagdflieger und Filmarchitekt
- Rudolf Eberhard (1914–1998), Politiker und Volkswirt
- Hellmut Grashey (1914–1990), Generalmajor des Heeres der Bundeswehr
- Alfred Heubeck (1914–1987), Klassischer Philologe
- Heinrich Lades (1914–1990), Politiker
- Hans Mehl (1914–1998), Autor und Mundartdichter
- Ernst Oestreicher (1914–2009), Präsident des Bayerischen Verwaltungsgerichts, Verfasser juristischer Kommentare und Träger des Bundesverdienstkreuzes Erster Klasse
- Marion Rosen (1914–2012), deutsch-US-amerikanische Physiotherapeutin
- Georg Rückert (1914–1988), evangelischer Pfarrer
- Elvira Bauer (1915–nach 1943), Kindergärtnerin, antisemitische Schriftstellerin und Illustratorin
- Andreas Brombierstäudl (1915–2012), Lehrer und Heimatforscher
- Walter von Forster (1915–2002), Komponist
- Lothar Howald (1915–1978), Maler
- Ernst Müller (1915–1966), Kommunist und Gewerkschaftsfunktionär in der DDR
- Hermann Böhm (1916–1983), Motorradrennfahrer
- Ruth Eckstein (1916–2011), US-amerikanische Malerin und Grafikerin
- Joe Heydecker (1916–1997), Fotograf, Journalist und Autor
- Hans Hopf (1916–1993), Heldentenor
- Rudolf Dumont du Voitel (1916–2011), Journalist
- Heinz Gollwitzer (1917–1999), Historiker
- Paula Hahn-Weinheimer (1917–2002), Geochemikerin, Hochschullehrerin
- Hermann Lamp (* 1917), Ingenieur, Präsident der Bundesbahndirektionen Wuppertal und Saarbrücken
- Oskar Neumann (1917–1993), KPD-Funktionär und Autor
- Hermann Räder (1917–1980 oder 1984), Architekt und Hochschullehrer
- Theo Schöller (1917–2004), Unternehmer
- Heinrich Straub (1917–2003), römisch-katholischer Geistlicher, Generalvikar in Bamberg
- Werner Braun (1918–2018), israelischer Fotojournalist
- Eugen Brütting (1918–1991), Schuhmacher und Sportschuhfabrikant
- William Craig (1918–2016), Hochschullehrer für Philosophie an der University of California, Berkeley
- Johanna Decker (1918–1977), Ärztin
- Ernst Gröschel (1918–2000), Pianist
- Manfred Lindner (1918–2007), Archäologe
- Hermann Zapf (1918–2015), Typograf, Kalligraf, Autor und Lehrer
- Joseph W. Eaton (1919–2012), US-amerikanischer Soziologe
- Leonhard Heiden (1919–1999), Politiker (SPD), Mitglied des Bayerischen Landtags
- Ruth Elfriede Hildner (1919–1947), SS-Aufseherin und hingerichtete Kriegsverbrecherin
- Irmgard Höß (1919–2009), Historikerin
- Georg Friedrich Meier (1919–1992), Sprachwissenschaftler und Hochschullehrer
- Andreas Urschlechter (1919–2011), Jurist und Politiker
- Georg Voggenreiter (1919–1986), Radrennfahrer
- Ingeborg Bausenwein (1920–2008), Pädagogin, Ärztin und Sportmedizinerin
- Wilhelm Feuerlein (1920–2015), Psychiater und Suchtforscher
- Erich Helmensdorfer (1920–2017), Journalist und Fernsehmoderator
- Karl Kittsteiner (1920–2011), Radrennfahrer
- Werner Lang (1920–2017), Internist, Tropenmediziner und Hochschullehrer
- Hans Pfann (1920–2021), Turner
- Karl Schwab (1920–2003), Gewerkschafter
- Annemarie Seybold (1920–2010), Sportwissenschaftlerin
- Wolfgang Strobl (1920–1993), Universitätsprofessor
- Irma Walther-Dumbsky (1920–2005), Turnerin

#### 1921 bis 1930
- Chaya Arbel (1921–2006), israelische Komponistin
- Werner Gebhard (1921–1997), Beamter und Gewerkschafter
- Susanne Levy (1921–2009), Schweizer Kunstmalerin, Grafikerin, Zeichnerin, Bildhauerin und Fotografin
- Leonhard Mahlein (1921–1985), Vorsitzender der IG Druck und Papier
- Wolfgang Freiherr  von Pölnitz (1921–2011), Mediziner und Chemiker, Mitglied des Vorstands der Hoechst AG, Vorstandsvorsitzender der Eckes AG und Vorsitzender des Aufsichtsrates der Behringwerke AG[3]
- Hans Pöschl (1921–1999), Fußballspieler
- Theo Reubel-Ciani (1921–2005), Redakteur und Schriftsteller
- Werner Ries (1921–2007), Internist und Gerontologe
- Julius R. Blum (1922–1982), US-amerikanischer Mathematischer Statistiker und Hochschullehrer
- Dieter Brüll (1922–1996), Sozialwissenschaftler und Anthroposoph
- Werner Eisenhut (1922–2011), Klassischer Philologe
- Hanns Hubert Hofmann (1922–1978), Historiker und Hochschullehrer
- Heinz Jakobi (1922–2014), Radrennfahrer
- Elmar Maria Kredel (1922–2008), katholischer Theologe und Erzbischof
- Hans-Reinhard Müller (1922–1989), Intendant, Regisseur, Theater- und Fernsehschauspieler
- Hans Pfaffenberger (1922–2012), Psychologe und Sozialarbeitswissenschaftler
- Hannsheinz Porst (1922–2010), Unternehmer
- Fritz Riess (1922–1991), Autorennfahrer
- Walter Roth (1922–1994), Gewerkschafter, Mitglied des Bayerischen Senats
- Walter L. Strauss (1922–1988), deutsch-amerikanischer Kunsthistoriker, Unternehmer und Verleger
- Hubert Abreß (1923–2009), Verwaltungsbeamter
- Gerhard Boß (1923–2012), römisch-katholischer Theologe, Ehrenprälat und Autor
- Walter Feuchtenberg (1923–1987), Schauspieler
- Arno Hamburger (1923–2013), erster Vorsitzender der Israelitischen Kultusgemeinde (IKG) in Nürnberg und Stadtrat
- Werner Heubeck (1923–2009), deutsch-britischer Verkehrsfachmann
- Robert Kahn (1923–1970), deutsch-amerikanischer Germanist und Lyriker
- Rudolf Kaiser (1923–1986), Physiker
- Ursula Ludwig (1923–1999), Schauspielerin
- Dominikus Madlener (1923–2013), Abt
- Karl Otto Mühl (1923–2020), Schriftsteller
- Josef Ulsamer (1923–2008), Musiker
- Heinz Bernard (1923–1994), britischer Theatermann
- Ebbe Weiss-Weingart (1923–2019), Goldschmiedin und Schmuckdesignerin
- August Angerer (1924–2008), Jurist
- Heinrich Walter Guggenheimer (1924–2021), deutsch-amerikanischer Mathematiker
- Karl-Heinz Günther (1924–2005), Schriftsteller
- Ernst Heinsen (1924–2013), Jurist und Politiker
- Sofie Keeser (1924–1999), Schauspielerin
- Paul Meyer (1924–2005), Ordinarius
- Christine Oesterlein (1924–2017), Schauspielerin
- Freimut Stein (1924–1986), Eiskunst- und Rollkunstläufer, Psychologe
- Herbert Fleischmann (1925–1984), Schauspieler und Synchronsprecher
- Claude Frank (1925–2014), US-amerikanischer Pianist
- Arnold A. Friedmann (1925–2017), US-amerikanischer Designer und Hochschullehrer
- Erika Herbst (* 1925), Medizinjournalistin und Esoterikerin
- Erich Hölle (1925–1993), Maler, Werbegrafiker, Illustrator und Kinderbuchautor
- Wolfgang Kaiser (1925–2023), Physiker
- Henry Mayer (1925–1998), Schlagerkomponist
- Max Morlock (1925–1994), Fußballspieler
- Wilhelm Schleicher (1925–1985), Bibliothekar
- Rudolf J. Schmitt (1925–2016), Grafikdesigner und Maler
- Alfred Sommer (1925–2006), Politiker
- Hertha Sturm (1925–1998), deutsche Kommunikationspsychologin und Medienpädagogin
- Helmut Wagner (1925–2021), Unternehmer
- William Curt Freund (* 1926), US-amerikanischer Ökonom
- Heinz Kiessling (1926–2003), Musiker, Orchesterleiter, Komponist und Musikproduzent
- Gerhard Kleining (1926–2022), Soziologe
- Gustav Metzger (1926–2017), Künstler
- Eva Mosbacher (1926–1963), deutsch-britische Krankenschwester
- Georg Nees (1926–2016), Pionier der Computerkunst und der Generativen Grafik
- Erich Rügheimer (1926–2007), Arzt
- Henriette Schmidt-Burkhardt (1926–2014), Unternehmerin und Mäzenin
- Meier Schwarz (1926–2022), israelischer Hydrobiologe
- Rita Thalmann (1926–2013), französische Historikerin der Sorbonne
- Irmgard Edle von Traitteur (* 1926), Politikerin
- Hans Batz (1927–1986), Politiker
- Sigmund Benker (1927–2018), Kunsthistoriker und römisch-katholischer Priester
- Gerhard Bergner (1927–2009), Fußballspieler
- Wolfgang Girisch (* 1927), Jurist
- Herbert Hisel (1927–1982), Humorist
- Helmut Kraft (1927–2010), Tiermediziner
- Gertrude Neumark (1927–2010), amerikanische Physikerin und Pionierin der Entwicklung von LEDs
- Gerard Salton (1927–1995), Professor
- Heinz Bauer (1928–2002), Mathematiker
- Fred Baumgärtel (* 1928), Journalist, Gastronomiekritiker und Verlagsleiter
- Toni Burghart (1928–2008), Künstler
- Georg Dietrich (1928–2022), Psychologe
- Werner Drexler (1928–2023), Pianist, Komponist und Orchesterleiter
- Werner Fekl (1926–1990), Ernährungswissenschaftler
- Wolfgang Fikentscher (1928–2015), Jurist und Rechtsanthropologe
- Hanns Fischer (1928–1968), Mediävist
- Wolfdietrich Fischer (1928–2013), Arabist
- Helmut Geiger (1928–2020), Volkswirt und Politiker
- Hermann Glaser (1928–2018), Publizist
- Hilde Charlotte Götz (1928–2016), Ärztin und Wissenschaftlerin
- Walter Haas (1928–2005), Bauforscher und Denkmalpfleger
- Kurt Heimbucher (1928–1988), evangelischer Theologe
- Georg Holzbauer (1928–1991), Politiker
- Uwe Kitzinger (1928–2023), britischer Politikwissenschaftler und Hochschullehrer
- Ruth Stahl (* 1928), Künstlerin
- Wolf Wirth (1928–2005), Kameramann
- Erwin Zachmeier (1928–1991), Musiker, Volksliedsammler, Volkslied- und Volkstanz-Vermittler
- Hans R. Beierlein (1929–2022), Journalist, Medienmanager und Musikverleger
- Werner Burger (* 1929), Jurist
- Friedo Huber (1929–2021), Chemiker
- Gerhard von Loewenich (1929–2017), Staatssekretär
- Erich Mulzer (1929–2005), Professor
- Dieter Oberndörfer (* 1929), Politikwissenschaftler, Hochschullehrer
- Heinz Schillinger (1929–2008), Grafiker
- Elisabeth Schmidt (* 1929), Turnerin
- Anneliese Seonbuchner (1929–2020), Leichtathletin
- Max Söllner (1929–2003), bildender Künstler
- Hans Weidinger (1929–2016), Gynäkologe in Bayreuth
- Kurt Adelmann (1930–1978), Politiker
- Volker Baer (1930–2016), Journalist und Publizist
- Alois Brem (1930–2016), katholischer Geistlicher
- Armin Gutowski (1930–1987), Volkswirt
- Willy Prölß (1930–2014), Politiker
- Hans S. Rupprecht (1930–2010), Physiker
- Werner Schreyer (1930–2006), Geowissenschaftler und Mineraloge
- Erich Schumann (1930–2007), Verleger
- Karl Seidel (* 1930), Psychologe, Psychotherapeut und Neurologe sowie SED-Funktionär
- Erwin Stein (1930–2009), Politiker
- Hans Peter Willberg (1930–2003), Typograf, Illustrator, Buchgestalter, Hochschullehrer und Fachautor

#### 1931 bis 1940
- Christian Enzensberger (1931–2009), Anglist, Übersetzer und Schriftsteller
- Reinhold Grimm (1931–2009), Germanist
- Ernst-Joachim Hickl (1931–2010), Gynäkologe und Geburtshelfer
- Norbert Hilschmann (1931–2012), Immunologe und Biochemiker
- Wolfgang Kraus (1931–2025), Chemiker, Hochschullehrer
- Hermann von Loewenich (1931–2008), Landesbischof
- Irene Reif (1931–2000), Schriftstellerin
- Karl Schicker (1931–2013), Flötist, Dirigent und Komponist
- Eberhard Schnepf (1931–2016), Biologe
- Wolfgang Bühler (1932–2024), Manager
- Richard Walter Dill (1932–2015), Fernsehjournalist, Programmdirektor und Medienwissenschaftler
- Harald Hofmann (1932–2023), Jurist, Bundesgeschäftsführer der FDP und Diplomat
- Heinz Leschanowsky (1932–1992), Politiker
- Hans-Achaz von Lindenfels (1932–2017), Jurist und Politiker
- Hans Eberhard Mayer (1932–2023), Historiker, Diplomatiker und Hochschullehrer
- Gregor Schirmer (1932–2023), Völkerrechtler und Politiker
- Klaus Stern (1932–2023), Rechtswissenschaftler
- Hermann Süß (1932–2019), Schaffner, Jiddistikforscher
- Erwin Wohlfahrt (1932–1968), Tenor
- Hermann Ammon (* 1933), Professor
- Rudy Horn (1933–2018), Jongleur
- Egert Pöhlmann (* 1933), klassischer Philologe
- Joseph Renker (1933–2018), Theologe, Religionspädagoge und katholischer Geistlicher
- Manfred Rühl (* 1933), Sozialwissenschaftler
- Georg Sperber (* 1933), Förster und Forstwissenschaftler
- Theodor Strohm (1933–2025), evangelischer Theologe
- Hans Deinzer (1934–2020), Klarinettist und Musikpädagoge
- Wolf Euba (1934–2013), Rezitator, Schauspieler, Regisseur und Autor
- Wilhelm Jacoby (* 1934), Generalmajor des Heeres der Bundeswehr
- Hans Lippl (1934–2010), Endurosportler
- Hans Merkel (1934–2020), Jurist und Politiker
- Karl Josef Rauber (1934–2023), Erzbischof und Kardinal
- Friedrich Steinbauer (1934–2003), lutherischer Missionar, Religionswissenschaftler und Anthropologe
- Frank Bechhofer (1935–2018), britischer Soziologe
- Gottlieb Göller (1935–2004), Ingenieur, Fußballspieler und -trainer
- Gerhard Haider (1935–2005), Hydrobiologe und Hochschullehrer in Stuttgart
- Klaus Hartmann (1935–1995), Jurist und Politiker
- Udo Hergenröder (1935–2024), Politiker (GAL), MdHB
- Werner Löw (* 1935), Radrennfahrer
- Heinz Neidel (* 1935), Redakteur (Junge Stimme, Stuttgart), Lektor, Institutsdirektor (Institut für Moderne Kunst, Nürnberg)
- Gerhard Schricker (1935–2021), Rechtswissenschaftler
- Maria Sturm (1935–2019), Leichtathletin
- Manfred Vorholzer (* 1935), Bibliothekar
- Frank Baum (1936–2018), Gitarrist
- Hans G. Danielmeyer (* 1936), Physiker
- Eilke Brigitte Helm (1936–2023), Medizinerin und AIDS-Forscherin
- Luc Jochimsen (* 1936), Soziologin, Fernsehjournalistin und Politikerin
- Werner Knaupp (* 1936), Maler und Bildhauer
- Gerhard Koeppel (1936–2012), Klassischer Archäologe und Hochschullehrer
- Heinz Mertel (* 1936), Sportschütze
- Karlheinz Müller (1936–2020), Theologe und Judaist, Hochschullehrer
- Helmut Rosenbauer (1936–2016), Astrophysiker
- Peter Zahn (* 1936), Bibliothekswissenschaftler
- Gerhard Binder (1937–2023), Altphilologe
- Jürgen Dohme (* 1937), Filmproduzent
- Günter Dollhopf (1937–2018), Maler, Grafiker und Hochschullehrer
- Gisela Elsner (1937–1992), Schriftstellerin
- Helmut Engelmann (* 1937), Altphilologe und Epigraphiker
- Gerhard Goos (1937–2020), Informatiker
- Helmut Hilpert (1937–1997), Fußballspieler
- Karl-Heinz Hoffmann (* 1937), Rechtsextremist
- Helmut Hubert (* 1937), Unternehmer
- Brigitte Pfaffenberger (1937–2019), Künstlerin
- Karl Schlemmer (1937–2013), römisch-katholischer Theologe
- Helmut Simon (1937–2004), Bergsteiger
- Dietrich Stollberg (1937–2014), Theologe, Pastoralpsychologe und Hochschullehrer
- Wolfgang Bibel (* 1938), Informatiker
- Karl-Walter Böhm (1938–2000), Opernsänger
- Berthold Fellmann (1938–2014), Klassischer Archäologe
- Eduard Haueis (* 1938), Germanist, Fachdidaktiker und Hochschullehrer
- Karl Horst Hödicke (1938–2024), Maler
- Manfred Maussner (1938–2008), Kunstmaler
- Klaus Meister (* 1938), Althistoriker
- Heinz Neusinger (* 1938), Jurist
- Werner Radspieler (1938–2018), Weihbischof in Bamberg
- Ursel Scheffler (* 1938), Kinderbuchautorin
- Manfred Scholz (* 1938), Politiker
- Helmut Baier (* 1939), evangelischer Theologe, Kirchenhistoriker und Archivar
- Ute Blaich (1939–2004), Redakteurin, Herausgeberin und Autorin
- Werner Eck (* 1939), Althistoriker und Epigraphiker
- Gerd Fleischmann (* 1939), Typograf
- Hans Friedrich (* 1939), Kunstmaler und Grafiker
- Dietrich Fröhner (1939–1983), Maler und Grafiker
- Diederich Hinrichsen (* 1939), Mathematiker
- Rolf Langenberger (* 1939), Politiker
- Cäsar W. Radetzky (* 1939), Maler
- Hanns Ruder (1939–2015), Astrophysiker
- Klaus Schneewind (* 1939), Psychologe und Professor
- Peter Schönlein (1939–2016), Pädagoge und Politiker
- Heiko Uecker (1939–2019), Mediävist
- Gustav Flachenecker (1940–2021), Fußballspieler
- Martin Forstner (* 1940), Orientalist
- Gunter Halm (* 1940), Politiker
- Peter Hürner (1940–1991), Politiker
- Karl Kneidl (* 1940), Bühnenbildner, Theaterregisseur und Opernregisseur
- Alfred Kornprobst (1940–1991), Gewichtheber
- Reinhard Kreckel (* 1940), Soziologe
- Wolfgang Kühlwein (1940–2024), Anglist, Linguist und Hochschullehrer
- Wolf Dieter Oswald (* 1940), Psychologe und Hochschullehrer
- Horst Prem (1940–2019), Flugzeugkonstrukteur, Autor und Umweltschützer
- Alfred Pühler (* 1940), Mikrobiologe, Genetiker und Biotechnologe
- Horst Schmidbauer (1940–2024), Politiker
- Hans-Jürgen Starke (1940–2020), Grafiker, Cartoonist und Karikaturist
- Joachim Track (1940–2023), Theologe
- Rüdiger Wehner (* 1940), Neuro-, Sinnes- und Verhaltensbiologe

#### 1941 bis 1950
- Matthias Claus Angermeyer (* 1941), Mediziner
- Renate Blank (1941–2021), Politikerin
- Herbert Christ (* 1941), Politiker
- Sigurd E. Fröhner (* 1941), Geistlicher und Botaniker
- Willi Fuggerer (1941–2015), Radrennfahrer
- Gerd Haeffner (1941–2016), Philosoph
- Bernd Klötzer (* 1941), Künstler
- Hans Lauter (1941–2007), Archäologe
- Günther Meier (1941–2020), Boxer
- Gertrud Nunner-Winkler (* 1941), Soziologin, Psychologin und Autorin
- Peter Oberender (1941–2015), Volkswirt
- Ulrike Rauh (* 1941), Schriftstellerin und Malerin
- Bernhard Schmaltz (* 1941), Klassischer Archäologe
- Horst R. Schmidt (* 1941), Fußballfunktionär
- Renate Schmitzer (1941–2019), Kostümbildnerin
- Hilarios Ungerer (* 1941), Bischof
- Heinrich Zankl (* 1941), Humanbiologe
- Rainer Bonhorst (* 1942), Journalist und Autor
- Günter Gabsteiger (* 1942), Politiker
- Rudolf Gleißner (* 1942), Cellist
- Kurt Haseneder (* 1942), Fußballspieler
- Rudolf Hickel (* 1942), Wirtschaftswissenschaftler
- Helmut Merkel (* 1942), evangelischer Theologe und Hochschullehrer
- Helga Meyer (1942–2000), Opernsängerin
- Klaus Schamberger (* 1942), Journalist, Schriftsteller und Humorist
- Cornelie Sonntag-Wolgast (* 1942), Politikerin
- Günter Blümlein (1943–2001), Leiter mehrerer Uhrenmanufakturen
- Hans Karl Busch (* 1943), Bildhauer
- Werner Daum (1943–2025), Jurist, Diplomat, Botschafter der Bundesrepublik Deutschland und Autor
- Sigrun-Heide Filipp (* 1943), Psychologin und Hochschullehrerin
- Robert Kurz (1943–2012), Publizist und Journalist
- Heinz Müller (* 1943), Fußballspieler
- Herbert Neubauer (* 1943), Tischtennisspieler
- Horst Neißer (* 1943), Schriftsteller, Verleger und Bibliothekar
- Madeleine Schickedanz (* 1943), Aktionärin
- Toni Schimpl (1943–2020), Politiker
- Peter Bayerlein (* 1944), Prähistorischer Archäologe und Historiker
- Karl-Heinz Ferschl (1944–2023), Fußballspieler
- Fitzgerald Kusz (* 1944), Schriftsteller
- Gerhard Leitner (* 1944), Anglist, Sprachwissenschaftler und Hochschullehrer
- Peter Löwer (* 1944), Fußballspieler
- Klaus Miebach (* 1944), Jurist
- Thomas Scheuerle (1944–2010), Kaufmann
- Günter Stössel (1944–2023), Schriftsteller, Mundartdichter, Kabarettist und Liedermacher
- Lukas Weichenrieder OSB (* 1944), Abt
- Gerhard Wöhrl (* 1944), Unternehmer
- Dieter Wolst (* 1944), Jurist
- Marga Beckstein (* 1945), Lehrerin
- Irene Klaffke (1945–2021), Malerin und Illustratorin
- Michael Maien (* 1945), Schauspieler, Schlagersänger und Autor
- Hansjosef Böhles (* 1946), Kinder-, Jugendmediziner und Hochschullehrer
- Dieter Durst (* 1946), Radrennfahrer
- Friedemann Greiner (* 1946), Theologe
- Rosemarie Heinikel (1946–2023), Schauspielerin, Sängerin und Autorin
- Walter Kuhn (* 1946), Stadtgeograph und Aktionskünstler
- Rudolf Reuter (Grenzopfer) (1946–1964), Opfer an der innerdeutschen Grenze
- Matthias Schultheiss (* 1946), Comiczeichner und -autor
- Dieter Schuster (1946–2022), Brigadegeneral a. D. des Heeres der Bundeswehr
- André Watts (1946–2023), US-amerikanischer Pianist
- Rolf Gröschner (* 1947), Jurist
- Peter Hofmann (1947–2015), Chemiker
- Peter Lenk (* 1947), Bildhauer
- Lisl Ponger (* 1947), österreichische Fotografin und Filmemacherin
- Johann Rüttinger (* 1947), Grafiker, Spieleautor und Unternehmer
- Hans Rudolf Wöhrl (* 1947), Unternehmer
- Hanns Zischler (* 1947), Filmschauspieler, Dramaturg, Hörspielsprecher, Fotograf, Übersetzer und Essayist
- Rudolf Egg (* 1948), Kriminologe
- Waldemar Hartmann (* 1948), Journalist, Moderator und Sportreporter
- Alexander Karmann (* 1948), Wirtschaftswissenschaftler
- Ingrid Kremling (* 1948), Sängerin
- Franz Metzger (* 1948), Historiker und Publizist
- Walter Popp (* 1948), Autor und Rechtsanwalt
- Gerhard Rupprecht (1948–2014), Vorsitzender der Allianz AG in Deutschland
- Peter Engl (* 1949), Künstler
- Bernd Feuchtner (1949–2025), Publizist, Operndirektor und Dramaturg
- Joachim Helbig (* 1949), Historiker und Philatelist
- George Meyer-Goll (1949–2023), Schauspieler und Musiker
- Klaus Neuper (1949–2007), Maler, Zeichner und Kunstlehrer
- Herbert Schlögel (* 1949), Theologe
- Walter Fleischmann-Bisten (* 1950), evangelischer Theologe
- Horst Förther (1950–2016), Unternehmer und Politiker (SPD); von 2002 bis 2014 Zweiter Bürgermeister der Stadt Nürnberg
- Ulrike Camilla Gärtner (* 1950), Kunsthistorikerin, Kunstsachverständige und Autorin
- Günter Gloser (* 1950), Politiker
- Christian Kabitz (* 1950), Dirigent, Chorleiter und Musiker
- Lutz Sikorski (1950–2011), Politiker
- Wolfgang Vogel (1950–2017), Politiker
- Wilhelm Wenning (* 1950), Politiker

#### 1951 bis 1960
- Dietmar Bruckner (* 1951), Redakteur bei den Nürnberger Nachrichten, Buchautor, Fotograf und Lehrer
- Hans-Ulrich Cain (* 1951), Klassischer Archäologe
- Sigmund Gottlieb (* 1951), Journalist
- Paul Hesselbach (* 1951), Fußballspieler und -trainer
- Reinhard Knodt (1951–2022), Schriftsteller und Philosoph
- Horst Münch (* 1951), Maler, Bildhauer, Fotograf, Autor und Videokünstler
- Manfred Niekisch (1951–2024), Biologe, von 2008 bis 2017 Direktor des Zoos Frankfurt
- Bernd Vollmar (* 1951), Kunsthistoriker und Denkmalpfleger
- Christoph Dreher (* 1952), Autor, Filmemacher und Musiker
- Peter Geyer (* 1952), Fußballspieler
- Ingrid Schölderle (* 1952), Schauspielerin
- Margarete Gräfin von Schwerin (* 1952), Juristin und Präsidentin des Oberlandesgerichts Köln
- Reiner Sörries (* 1952), evangelischer Theologe, Kunsthistoriker und Archäologe
- Peter Strieder (* 1952), Politiker
- Susanne Twardawa (1952–2008), Buchhändlerin, Autorin und Verlegerin
- Siegfried Balleis (* 1953), Politiker
- Brigitte Falkenburg (* 1953), Professorin für Philosophie
- Wolfgang Fietz (* 1953), Kletterer
- Thomas Händel (* 1953), Politiker und Gewerkschafter
- Thomas Eberhard Heise (* 1953), Mediziner, Sinologe und Forscher
- Hermann Imhof (* 1953), Politiker
- Gabriele Jakobi (1953–2023), Theaterregisseurin
- Georg Maag (* 1953), Romanist
- Johannes Gottfried Mayer (1953–2019), Medizinhistoriker und Literaturwissenschaftler
- Erich Novak (* 1953), Mathematiker und Hochschullehrer
- Michael Sailer (* 1953), Chemiker
- Kurt Albert (1954–2010), Kletterer, Bergsteiger, Fotograf und Lehrer
- Wolf-Christian Dullo (* 1954), Meeresgeologe
- Christian Grethlein (* 1954), evangelischer Theologe, Autor und Hochschullehrer
- Norbert Meyer (* 1954), Botaniker und Vegetationskundler
- Gunnar Och (* 1954), Germanist
- Klaus Ottmann (* 1954), freier Kurator, Schriftsteller und Editor
- Rainer Pusch (* 1954), Saxophonist
- Klaus Raschzok (* 1954), Professor
- Ingrid Rückert (* 1954), Bibliothekarin
- Kiki Smith (* 1954), US-amerikanische Künstlerin
- Dagmar Wöhrl (* 1954), Politikerin (CSU) und Miss Germany 1977
- Gerhard Wolf (* 1954), Altgermanist
- Peter Fleischmann (* 1955), Historiker
- Karin Halbig (* 1955), Politikerin
- Christoph Hamann (* 1955), Gesellschaftswissenschaftler
- Ingrid Hamm (* 1955), Kommunikations- und Sozialwissenschaftlerin, Volkswirtin und Managerin
- Susanne Klein (1955–2013), bildende Künstlerin
- Gisela Kleinlein (* 1955), Künstlerin
- Herbert Koller (* 1955), Bildhauer und Installationskünstler
- Friedrich von Loeffelholz (1955–2017), Radrennfahrer und Hochschullehrer
- Terrie E. Moffitt (* 1955), britische Psychologin und Kriminologin
- Peter O. Müller (* 1955), Sprachwissenschaftler und Hochschullehrer
- Susanne Päch (* 1955), Autorin, Herausgeberin und Medienexpertin
- Rainer Bucher (* 1956), römisch-katholischer Pastoraltheologe
- Gabriela Büssemaker (* 1956), Politikerin
- Petra Feuerstein-Herz (* 1956), Bibliothekarin und Wissenschaftshistorikerin
- Christian Franke (* 1956), Schlagersänger und Produzent
- Hartmut Gaßner (* 1956), Rechtsanwalt
- Bernd Händel (* 1956), Büttenredner, Stimmenimitator, Moderator und Entertainer
- Roland Kastner (1956–2025), Fußballspieler
- Thomas Königs (1956–2019), klassischer Gitarrist und Hochschullehrer
- Christoph Michael März (1956–2006), Altgermanist
- Stephan Meder (* 1956), Jurist und Hochschullehrer
- Ulrich Schultheiss (* 1956), Komponist und Hochschullehrer
- Bernhard Strauß (* 1956), Psychologe, Psychoanalytiker, Gruppenanalytiker und Hochschullehrer
- Dieter Warnecke (1956–2019), Brigadegeneral des Heeres der Bundeswehr
- Thomas Bauer (* 1957), Verwaltungsbeamter
- Peter Lokk (* 1957), Medienpädagoge und Journalist
- Hannelore Roedel (* 1957), Politikerin
- Thomas Schadt (* 1957), Filmregisseur, Kameramann und Fotograf
- Bernhard Schneider (* 1957), Jurist
- Ulrich Schwab (* 1957), evangelischer Theologe, Hochschullehrer
- Christine Stahl (* 1957), Politikerin
- Kim Strübind (* 1957), Theologe und Publizist
- Alexander Trunk (* 1957), Rechtswissenschaftler
- Franz Weber (* 1957), Fußballspieler
- Jürgen Baier (* 1958), Fußballspieler und -trainer
- Gabriela Dauerer (1958–2023), Malerin
- Hajo Dietz (* 1958), Luftbildfotograf
- Stefan Ettlinger (* 1958), Maler, Zeichner und Musiker
- Brigitte Feldlin (* 1958), Basketballspielerin
- Helmut Flachenecker (* 1958), Historiker
- Thomas Grethlein (* 1958), Philosoph, IT-Manager und ehemaliger Aufsichtsratsvorsitzender des 1. FC Nürnberg
- Christian Haas (* 1958), Leichtathlet
- Sandra Kellein (* 1958), Schriftstellerin
- Frank Leidenberger (* 1958), Brigadegeneral des Heeres der Bundeswehr
- Friederike Pöhlmann-Grießinger (* 1958), Regisseurin und Theaterleiterin
- Horst P. Popp (* 1958), Gründer und Vorstandsvorsitzender der Umweltbank AG
- Markus Rost (* 1958), Mathematiker
- Gerhard Scheller (* 1958), Radrennfahrer
- Joachim Schmiedl (1958–2021), römisch-katholischer Theologe
- Joachim Tauber (* 1958), Historiker und Hochschullehrer
- Bernhard P. Wirth (* 1958), Mystiker, Autor, Übersetzer, Graphologe und Coach
- Wolfgang Zdral (* 1958), Journalist und Schriftsteller
- Roland Eugen Beiküfner (* 1959), Schauspieler und Künstler
- Heinz Antor (* 1959), Anglist
- Richard Bartsch (* 1959), Politiker
- Michael Betz (* 1959), Hörfunkmoderator und Sprecher
- Tine Plesch (1959–2004), Musikjournalistin und feministische Autorin
- Stefan Schuster (* 1959), Politiker
- Ursula Staudinger (* 1959), Psychologin, Alternsforscherin und Professorin
- Dieter J. Weiß (* 1959), Historiker
- Peter Bäuerlein (* 1960), Radsportler
- Gerald Eckert (* 1960), Komponist, Cellist und Maler
- Dieter Fensel (1960–2024), Informatiker
- Claus Föttinger (* 1960), Künstler
- Armin Fuchs (* 1960), Komponist und Pianist
- Barbara Fuchs (* 1960), Politikerin, Mitglied des Bayerischen Landtages
- Pierre Leich (* 1960), Astronomiehistoriker
- Günter Leykam (* 1960), Bariton
- Ulrich Maly (* 1960), Politiker, Oberbürgermeister von Nürnberg
- Ralf Ollert (* 1960), Politiker
- Christiane Pape (* 1960), Tischtennisspielerin
- Peter Pfälzner (* 1960), Archäologe
- Stefan Pürner (* 1960), Schriftsteller und Jurist
- Werner Wilhelm Schnabel (* 1960), Germanist und Hochschullehrer
- Norbert Schramm (* 1960), Eiskunstläufer
- Jürgen Setzer (* 1960), Generalmajor des Heeres der Bundeswehr
- Pascal Weitmann (* 1960), Klassischer Archäologe

#### 1961 bis 1970
- Helga Barth (* 1961), Diplomatin
- Thomas Bauer (* 1961), Arabist und Islamwissenschaftler
- Patricia Flor (* 1961), Diplomatin
- Klemens Gsell (* 1961), dritter Bürgermeister der Stadt Nürnberg
- Heribert Henrich (* 1961), Musikwissenschaftler, Herausgeber und Archivar
- Thomas Loew (* 1961), Mediziner und Hochschullehrer
- Donald McEachin (1961–2022), US-amerikanischer Politiker
- Rainer Mertens (* 1961), Historiker
- Gerhard Müller (* 1961), Automobilrennfahrer
- Jürgen Pichler (* 1961), Schachspieler
- Ralf P. Thomas (* 1961), Industriemanager
- Birgit Ulher (* 1961), Musikerin
- Sabine Weigand (* 1961), Schriftstellerin und Historikerin
- Petra Guttenberger (* 1962), Politikerin
- Dierk Prawdzik (* 1962), Schauspieler, Sänger und Synchronsprecher
- Birgit Ramsauer (* 1962), Künstlerin
- Peter Sadlo (1962–2016), Schlagzeuger
- Christian Schebitz (* 1962), Unternehmer
- Axel Becker (1963–2015), Schlagersänger
- Harald Blüchel (* 1963), Musikproduzent
- Gerhard Brunner (* 1963), Comic-Zeichner und Illustrator
- Inge Gutbrod (* 1963), Künstlerin
- Ralph Müller (* 1963), Zahnarzt und Politiker, Mitglied des Bayerischen Landtags
- Alexander Schmidt (* 1963), Historiker
- Matthias Schwab (* 1963), Mediziner und Hochschullehrer
- Oliver Tissot (* 1963), Kabarettist
- Thomas Albus (* 1964), Organist, Komponist und Musikpädagoge
- Bernd Dennemarck (* 1964), römisch-katholischer Theologe, Professor und Diözesanrichter
- Christian Diener (* 1964), Jazzmusiker
- Stephanie Falkenstein, geborene Nomayo (* 1964), Historikerin, Archäologin, Museumsleiterin
- Michael Frieser (* 1964), Politiker
- Ralf Nestmeyer (* 1964), Autor
- Marcus Neufanger (* 1964), zeitgenössischer Künstler und Kurator
- Gerhard Petschel-Held (1964–2005), Klimaforscher
- Thomas Pirner (* 1964), Handwerker und Politiker (CSU), Landtagsabgeordneter
- Wolfgang Schlenker (1964–2011), Autor
- Thomas Straßner (* 1964), Chemiker
- Ewald Arenz (* 1965), Schriftsteller und Lehrer
- Oliver Bottini (* 1965), Schriftsteller und Journalist
- Friedrich Forssman (* 1965), Buchgestalter, Typograf, Gebrauchsgrafiker und Fachautor
- Wilfried Happel (* 1965), Schriftsteller und Theaterregisseur
- Martin Hoernes (* 1965), Kunsthistoriker, Generalsekretär der Ernst von Siemens Kunststiftung
- Susanne Kleinhenz (1965–2018), Trainerin, Coach, Rednerin und Autorin
- Thorsten Krohn (* 1965), Schauspieler
- Ralph Alexander Lorz (* 1965), Rechtswissenschaftler und Politiker (CDU)
- Markus Othmer (* 1965), Moderator
- Alexander Pruß (* 1965), Vorderasiatischer Archäologe
- Michael Raum (* 1965), Unternehmer
- Dieter Rebitzer (* 1965), Professor
- Ulrich Schlie (* 1965), Historiker
- Armin Störzenhofecker (* 1965), Fußballspieler
- Peter Schreiner (* 1965), Chemiker und Hochschullehrer
- Mike Windischmann (* 1965), US-amerikanischer Fußballspieler
- Johannes Züll (* 1965), Manager
- Matthias Michael Beckmann (* 1966), Cellist
- Barbara Brehm (* 1966), Basketballnationalspielerin
- Jörg Deisinger (* 1966), Bassist
- Lutz Doering (* 1966), evangelischer Theologe und Judaist
- Andreas Fischer (* 1966), Politiker
- Hans-Peter Haferkamp (* 1966), Jurist und Hochschullehrer
- Stefan Hippe (* 1966), Komponist und Akkordeonist
- Rudi Mahall (* 1966), Klarinettist
- Marusha (* 1966), deutsch-griechische DJane
- Frank Möbus (* 1966), Gitarrist
- Peter Seeberger (* 1966), Chemiker
- Dennis Solomon (* 1966), deutsch-amerikanischer Rechtswissenschaftler
- Markus Tröger (* 1966), Eisschnellläufer
- Gerd Berghofer (* 1967), Autor
- Markus A. Denzel (* 1967), Wirtschaftshistoriker
- Uli Hanisch (* 1967), Szenenbildner
- Jürgen Heimüller (* 1967), Schauspieler, Musiker und Filmemacher
- Andreas Hofmann (* 1967), Kletterer
- Florian Huber (* 1967), Historiker und Fernsehredakteur
- Andreas Jacob (* 1967), Organist und Musikwissenschaftler
- Nicola Kaminski (* 1967), Literaturwissenschaftlerin
- Carolin Körner, geborene Satzinger (* 1967), Professorin für Werkstoffwissenschaften
- Ulf Poschardt (* 1967), Journalist und Buchautor
- Bernhard Rieger (* 1967), Ringer
- Chris Rupp (* 1967), Informatikerin
- Harald Seubert (* 1967), Philosoph und Hochschullehrer
- Markus Söder (* 1967), Politiker
- Martin Stegner (* 1967), Bratschist
- Timur Vermes (* 1967), Journalist, Buchautor und Übersetzer
- Michael Weinfurter (* 1967), Eishockeyspieler
- Michael Butrej (* 1968), Fußballspieler
- Michael Griener (* 1968), Schlagzeuger
- Rolf Koch (* 1968), Basketballspieler
- Steffen Meyer (* 1968), Ökonom und politischer Beamter
- Marc Oechler (* 1968), Fußballspieler
- Michaela Pfadenhauer (* 1968), Soziologin
- Michael Warm (* 1968), Volleyballspieler
- Birgit von Bentzel (* 1969), Fernsehmoderatorin
- Matthias Egersdörfer (* 1969), Kabarettist, Komiker und Schauspieler
- Karin Falkenberg (* 1969), Medien- und Wirtschaftshistorikerin, Museumsleiterin
- Christian Hahn (* 1969), Maler
- Peter Klein (* 1969), Autor und Organisationsberater
- Reiner Koch (* 1969), Basketballspieler
- Rebecca Maurer (* 1969), Cembalistin und Fortepianistin
- Wiltrud Probst (* 1969), Tennisspielerin
- Charlotte Richter-Peill (* 1969), Schriftstellerin
- Thomas G. Schulze (* 1969), Psychiater und Hochschullehrer
- Edgar Wunder (* 1969), Sozialwissenschaftler und Politiker
- Thomas Ziemer (* 1969), Fußballspieler
- Michael Flügel (* 1970), Jazzmusiker
- Michael Fuchs (* 1970), Fußballspieler und Torwarttrainer
- Stefan Meixner (* 1970), Radiomoderator
- Deva Premal (* 1970), Sängerin
- Frank Türr (* 1970), Fußballspieler

#### 1971 bis 1980
- Susanne Aschhoff (* 1971), Politikerin (Bündnis 90/Die Grünen)
- Sebastian Brehm (* 1971), Politiker, Mitglied des Deutschen Bundestages
- Tanja Fehm (* 1971), Medizinerin mit dem Fachgebiet Gynäkologie
- Elmar Hayn (* 1971), Politiker (Bündnis 90/Die Grünen)
- Martin Löhnig (* 1971), Rechtswissenschaftler
- Marc Luy (* 1971), Bevölkerungswissenschaftler
- Christian Nitsche (* 1971), Journalist
- Ingo Nommsen (* 1971), Journalist und Fernsehmoderator
- Nadja Schubert (* 1971), Musikerin
- Frank Dieter Steinheimer (* 1971), Ornithologe, Biologe, Umweltschützer und Leiter des Zentralmagazins Naturwissenschaftlicher Sammlungen an der Martin-Luther-Universität Halle-Wittenberg
- Julia Stingl (* 1971), Pharmakologin und Hochschullehrerin
- Lutz Häfner (* 1972), Jazzmusiker
- Katja Hessel (* 1972), Politikerin
- Henning Höppe (* 1972), Chemiker
- Uwe Michael Lang (* 1972), römisch-katholischer Priester
- Sebastian Ratjen (1972–2018), Politiker und Zahnarzt
- Sascha Roos (* 1972), Sportjournalist, Sportkommentator und Moderator
- Markus Schieferdecker (* 1972), Jazzmusiker
- Nina Tessa Zahner (* 1972), Soziologin
- Matthias Grünert (* 1973), Kantor
- Ralf Herms (* 1973), Designer und Autor
- Paul Höchstädter (* 1973), Jazzmusiker
- Andreas Laurenz Maier (* 1973), Schauspieler
- Michael Münter (* 1973), Ministerialdirektor
- Julius Popp (* 1973), Medienkünstler
- Marc Pschebizin (* 1973), Triathlet und Abenteuersportler
- Guido Seibelt (* 1973), Radiomoderator
- Sertan Eser (* 1974), deutsch-türkischer Fußballspieler und -trainer
- Matthias S. Fifka (* 1974), Wirtschafts- und Sozialwissenschaftler
- Martin Kastler (* 1974), Politiker
- Matthias Knoop (* 1974), Jazzmusiker
- Alberto Méndez (* 1974), deutsch-spanischer Fußballspieler
- Christine Silberhorn (* 1974), Physikerin
- Manuel Westphal (* 1974), Politiker (CSU)
- Yurdagül Zopf (* 1974), Ärztin, Professorin für Ernährungsmedizin
- Christoph Kuch (* 1975), Mentalist
- Christoph Müller (* 1975), Fußballspieler und Trainer
- Armin Sengenberger (* 1975), Schauspieler
- Oliver Steidle (* 1975), Jazz-Schlagzeuger und Bandleader
- Alex Wright (* 1975), Wrestler
- Axel Flierl (* 1976), Organist und Musikwissenschaftler
- Ann-Helena Schlüter (* 1976), Pianistin, Organistin und Lyrikerin
- Jonas Schreyögg (* 1976), Wirtschaftswissenschaftler
- Christoph Baumann (* 1976), Produzent, Regisseur und Schauspieler
- Susanne Buckenlei (* 1976), Triathletin
- Christina Gerstberger (* 1976), Sopranistin
- Patrick Grossmann (* 1976), Politiker
- Claudia Lüftenegger (* 1976), Schauspielerin
- Melanie Oßwald (* 1976), Politikerin
- Nina Gnädig (* 1977), Schauspielerin
- Matthias Kröner (* 1977), Schriftsteller
- Marcel-André Casasola Merkle (* 1977), Spieleautor und Illustrator
- Florian Tuercke (* 1977), Künstler
- Tobias Weidinger (* 1977), Trompeter
- Sigrun Arenz (* 1978), Schriftstellerin
- Deniz Aytekin (* 1978), Fußballschiedsrichter
- Tom Beck (* 1978), Schauspieler und Sänger
- Thimon von Berlepsch (* 1978), Zauberkünstler
- Claudia Finger-Erben (* 1978), Radio- und Fernsehmoderatorin
- Arno Friedrich (* 1978), Schauspieler
- Christian Korthals (* 1978), Musiker
- Nicole Kramer (* 1978), Historikerin
- Daniela Vogt (* 1978), Handballspielerin
- Tobias Winkler (* 1978), Politiker (CSU), Mitglied des Deutschen Bundestags
- Bettina Kerl (* 1979), Theaterschauspielerin
- Matthias Kessler (* 1979), Radrennfahrer
- Susanne Luther (* 1979), evangelische Theologin und Hochschullehrerin
- Jessica Schmidt (* 1979), Rechtswissenschaftlerin und Hochschullehrerin
- Michael Schwarz (* 1979), Regisseur und Dokumentarfilmer
- Geeno Smith (* 1979), DJ, Sänger und Musikproduzent
- Marco Christ (* 1980), Fußballspieler
- Angela Finger-Erben (* 1980), Fernsehmoderatorin und Journalistin
- Christoph Giesa (* 1980), Kolumnist, Publizist und Strategieberater
- Evelin Gremmel (* 1980), Sängerin, Tänzerin, Bühnen- und Musicaldarstellerin
- Marcus König (* 1980), Politiker (CSU), Oberbürgermeister von Nürnberg
- Verena Mörtel (* 1980), Schauspielerin
- Victoria B. Robinson (* 1980), Journalistin, Moderatorin und Autorin
- Martin Sichert (* 1980), Kaufmann und Politiker
- Jana Wittenzellner (* 1980), Kulturwissenschaftlerin

#### 1981 bis 1990
- Helwig Arenz (* 1981), Schauspieler
- Dagmar Bittner (* 1981), Schauspielerin, Synchronschauspielerin, Werbe-, Hörspiel- und Hörbuchsprecherin
- Patrick Grasser (* 1981), evangelischer Religionspädagoge und Autor
- Maike Hilbig (* 1981), Jazzmusikerin
- Jaime Lee Kirchner (* 1981), US-amerikanische Schauspielerin und Tänzerin
- David Riedel (* 1981), Schauspieler
- Roberta Valentini (* 1981), italienische Musicaldarstellerin
- Michael Wolfschmidt (* 1981), Singer-Songwriter, Musiker, Komponist, Texter, Moderator und Schauspieler
- Lena Dörrie (* 1982), Schauspielerin
- Daniela Domröse (* 1982), Schönheitskönigin
- Peter Engelhardt (* 1982), Ringer und Soldat
- Florian Just (* 1982), Eiskunstläufer
- Jonathan Moore (* 1982), deutsch-amerikanischer Basketballspieler
- Hannah Stockbauer (* 1982), Schwimmerin
- Fabian Quoss (* 1982), Pokerspieler
- Johannes Felscher (* 1983), Jazzmusiker
- Benjamin Fuchs (* 1983), österreichisch-deutscher Fußballspieler
- Sascha Madl (* 1983), Sportschütze
- Tobias Rosen (* 1983), Schauspieler
- Jennifer Schrems (* 1983), Radiomoderatorin
- Alexandra Stegmann (* 1983), Fußballspielerin
- Daniela Bräuer (* 1984), Fußballspielerin
- Christian Dausel (* 1984), Fußballspieler
- Anna Kaminski (* 1984), Schauspielerin
- Lisa Sophie Kusz (* 1984), deutsche Schauspielerin
- Stefan Meier (* 1984), Koch
- Peter Perchtold (* 1984), Fußballspieler
- Pinar Tanrikolu (* 1984), Fernsehmoderatorin und Journalistin
- Franziska Beck (* 1985), Handballspielerin
- Felix Schneider (* 1985), Koch
- Michael Krämer (* 1985), Fußballspieler
- Mirjam Novak (* 1985), Schauspielerin und Drehbuchautorin
- Eva Roob (* 1985), Fußballspielerin und Erotikdarstellerin
- Samil Cinaz (* 1986), Fußballspieler
- Andreas Güldner (* 1986), Extremtaucher
- Ann-Helena Schlüter (* 1986), deutsche Musikerin
- Stefan Horneber (* 1986), deutsch-österreichischer Eishockeytorhüter
- Michael Kammermeyer (* 1986), Fußballtrainer und ehemaliger Fußballspieler
- Susanne Kruse (* 1986), Journalistin, Sprecherin und Moderatorin
- Michael Lane (* 1986), Sänger
- Giuliana Marino (* 1986), deutsch-italienisches Model
- Jürgen Müller (* 1986), Handballtorhüter
- Chhunly Pagenburg (* 1986), Fußballspieler
- Sandra Rieß (* 1986), Hörfunk- und Fernsehmoderatorin und Theaterschauspielerin
- Sebastian Szikal (* 1986), Fußballspieler
- Marcel Walz (* 1986), Regisseur, Drehbuchautor und Filmproduzent
- Madeleine Giske (* 1987), norwegische Fußballspielerin
- Michael Görlitz (* 1987), Fußballspieler
- Daniela Götz (* 1987), Schwimmerin
- Maximilian Müller (* 1987), Hockeyspieler
- Teresa Rohmann (* 1987), Schwimmerin
- Constantin Zöller (* 1987), Hörfunkmoderator
- Sajmen Hauer (* 1988), Basketballspieler
- Hannah Krüger (* 1988), Hockeyspielerin
- Tim Schleicher (* 1988), Ringer
- Raphaela Vogel (* 1988), Künstlerin
- Gerrit Fauser (* 1989), Eishockeyspieler
- Sabrina Lang (* 1989), Fußballspielerin
- Sümeyye Manz (* 1989), Taekwondo-Kämpferin
- Sercan Sararer (* 1989), spanischer Fußballspieler
- Patrick Schönfeld (* 1989), Fußballspieler
- Julia Šimić (* 1989), Fußballspielerin
- Nicole Vaidišová (* 1989), tschechische Tennisspielerin
- Enrico Valentini (* 1989), italienisch-deutscher Fußballspieler
- Cem Ekinci (* 1990), Fußballspieler
- Annegret Liepold (* 1990), Autorin
- Peter Reiß (* 1990), Politiker, Oberbürgermeister der Stadt Schwabach
- Nadine Schneider (* 1990), Schriftstellerin

#### 1991 bis 2000
- Rene Dierkes (* 1991), Politiker (AfD)
- Vanessa Meisinger (* 1991), Fernsehmoderatorin und Popsängerin
- Marius Möchel (* 1991), Eishockeyspieler
- Marco Rapp (* 1991), Fußballspieler
- Meike Katrin Stein (* 1991), Musikerin, Komponistin und Autorin
- Niklas Treutle (* 1991), Eishockeytorwart
- Yasin Turan (* 1991), Basketballspieler und -trainer
- Maurice Müller (* 1992), Fußballspieler
- Julian Wießmeier (* 1992), Fußballspieler
- Dhurata Dora (* 1992), Sängerin
- Jann George (* 1992), Fußballspieler
- Robin Kern (* 1993), Tennisspieler
- Valentina Maceri (* 1993), Fußballspielerin
- Mirella Precek (* 1993), YouTuberin und Sängerin
- Marie von Reibnitz (* 1993), Schauspielerin
- Clemens Mirk (* 1994), Rapper und Beatproduzent
- Alexandros Kartalis (* 1995), Fußballspieler
- Nicole Roth (* 1995), Handballspielerin
- Dominik Eberle (* 1996), American-Football-Spieler
- Johannes Härteis (* 1996), Tennisspieler
- Julia Rößner (* 1996), Fußballspielerin
- Nils Gründer (* 1997), Politiker (FDP)
- Isabella Hartig (* 1997), Fußballspielerin
- Viktoria Seeber (* 1997), Volleyball- und Beachvolleyballspielerin
- Noah Kamdem (* 1998), Basketballspieler
- David Raum (* 1998), Fußballspieler
- Luana Knöll (* 1999), Schauspielerin, Tänzerin und Sängerin
- Jurij Rodionov (* 1999), österreichischer Tennisspieler
- Lara Schmidt (* 1999), Tennisspielerin
- Sarah Schulz (* 1999), Beachvolleyballspielerin
- Timothy Tillman (* 1999), Fußballspieler
- Ekin Çelebi (* 2000), Fußballspieler
- Nico Moos (* 2000), Fußballspieler
- Nils Piwernetz (* 2000), Fußballspieler
- Justus Weigand (* 2000), Hockeyspieler, Weltmeister

### 21. Jahrhundert
- Vanessa Fudalla (* 2001), Fußballspielerin
- Sebastian Hornung (* 2001), Fußballtorhüter
- Jamie Leweling (* 2001), Fußballspieler
- Charline Schwarz (* 2001), Bogenschützin, Bronzemedaillengewinnerin bei Olympia
- Lukas Reichel (* 2002), Eishockeyspieler
- Malik Tillman (* 2002), Fußballspieler
- Frans Krätzig (* 2003), Fußballspieler
- Gabriel Marušić (* 2003), kroatischer Fußballspieler
- Marcel Wenig (* 2004), Fußballspieler
- Arijon Ibrahimović (* 2005), Fußballspieler
- Tim Janisch (* 2005), Fußballspieler
- Justin Engel (* 2007), Tennisspieler

## Bekannte Einwohner von Nürnberg

### Bis 1600

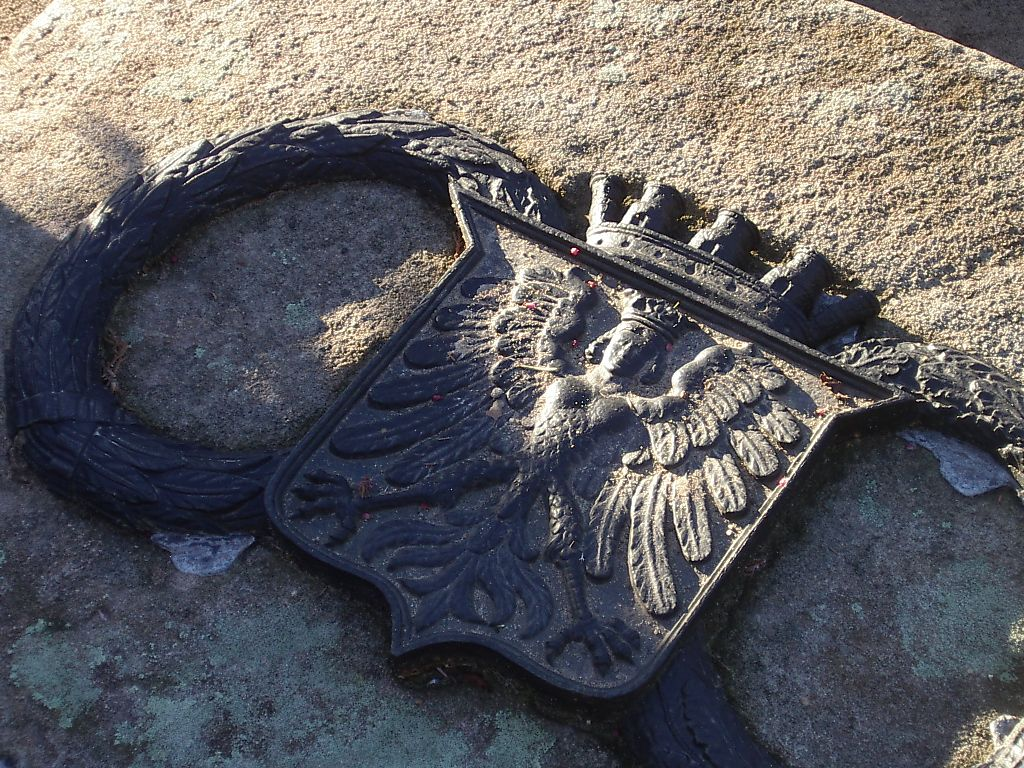
Grab von Willibald Pirckheimer auf dem Johannisfriedhof in Nürnberg (2005)

- Mordechai ben Hillel (1250–1298), Rabbiner, einer der führenden Dezisoren des jüdischen Rechts seiner Zeit und Talmud-Kommentator
- Peter Stromer (um 1315–1388), Nürnberger Patrizier, Unternehmer, Erfinder der Aufforstung
- Johannes Sensenschmid (um 1422/32–um 1491), erster Buchdrucker in Nürnberg[4]
- Albrecht Dürer der Ältere (1427–1502), Goldschmied; Vater von Albrecht Dürer
- Albert Glockendon d. Ä. (um 1432–?), Kupferstecher
- Regiomontanus (1436–1476), Mathematiker, Astronom und Verleger
- Barbara Löffelholz (1446/1447–1488), Patrizierin
- Veit Stoß (1447–1533), Holzschnitzer
- Caritas Pirckheimer (1467–1532), Äbtissin
- Willibald Pirckheimer (1470–1530), Humanist
- Johann Cochlaeus (1479–1552), Humanist, Theologe, einer der erbittertsten Gegner Martin Luthers
- Hans von Kulmbach (1480–1522), Maler, Zeichner und Grafiker
- Georg Hartmann (1489–1564), Mathematiker und Instrumentenhersteller
- Nikolaus Glockendon (1490/95–1533/34), Buchmaler und Miniaturmaler
- Peter Flötner (1490–1546), Grafiker, Medailleur und Bildschnitzer
- Johannes Petreius (1497–1550), Holzschnitzer, Buchdrucker und Verleger
- Philipp Melanchthon (1497–1560), Reformator, Philologe, Philosoph, Humanist, Theologe, Lehrbuchautor
- Andreas Osiander (1498–1552), Theologe, Reformator
- Albrecht Glockendon der Ältere (vor 1500–1545), Formschneider, Illuminist und Brief- und Buchmaler
- Georg Pencz (um 1500–1550), Maler, Zeichner und Kupferstecher
- Wenzel Jamnitzer (1507–1585), Goldschmied und Kupferstecher
- Georg Forster (1510–1568), Arzt und Komponist
- Abraham Löscher (1520–1575), Humanist, Dichter und Rechtswissenschaftler, Nürnberger Stadtkonsulent
- Sophonias Paminger (1526–1603), Lehrer und Komponist
- Franciscus Gundling (um 1530–1567), protestantischer Prediger bei St. Lorenz in Nürnberg und Weggefährte von Andreas Osiander
- Johann Richter (1537–1616), Mathematiker, Instrumentenbauer und Astronom
- Bartholomäus Viatis (1538–1624), Nürnberger Großkaufmann
- Jost Amman (1539–1591), Zeichner, Kupferstecher
- Johann Piccart (1540–1584), Diaconus bei St. Sebald, Prediger an der Barfüßerkirche, Lehrer der Sebaldusschule
- Jakob Wolff der Ältere (1546–1612), Baumeister
- Johannes Busereuth (1548–1610), Rechtswissenschaftler und Mediziner, Ratskonsulent von Nürnberg
- Benedikt Wurzelbauer (1548–1620), Bildhauer, Erzgießer
- Balthasar I. Herold (1553–1628), deutscher Stück- und Glockengießer
- Paul Pfinzing (1554–1599), Nürnberger Patrizier, Kartograf, Erfinder des Schrittzählers
- Franz Schmidt (um 1555–1634), Scharfrichter
- Martin Peller von Schoppershof (1559–1629), Nürnberger Großkaufmann
- Georg Endter (1562–1630), Unternehmer, Druckerei, Buchbinder und -händler, Papierherstellung
- Elisabeth Krauß (1569–1639), Philanthropin, rief eine Studienstiftung ins Leben
- Jakob Wolff der Jüngere (1571–1620), Baumeister
- Ludwig Jungermann (1572–1653), Botaniker und Arzt
- Georg Gärtner d.J. (1575/77–1654), Maler
- Paul Juvenell der Ältere (1579–1643), Maler
- Johann Caspar Odontius (1580–1626), ab 1614 Nürnberger Kalendermacher, ab 1619 Nürnberger Astronomus
- Leonhard Kern (1588–1662), Bildhauer

### 1601 bis 1700
- Andreas Goldmayer (1602–1665), Mathematiker, Astronom und Kalendermacher, war städtischer Mathematiker und Kalendermacher
- Joachim von Sandrart (1606–1688), Maler, Kupferstecher, Kunsthistoriker und Übersetzer
- Sigmund Theophil Staden (1607–1655), Organist, Komponist, Stadtpfeifer, Maler und Dichter
- Georg Philipp Harsdörffer (1607–1658), Dichter, Schriftsteller und Wissenschaftler, Mitgründer des Pegnesischen Blumenordens
- David Schedlich (1607–1687), Organist und Barockkomponist
- Johann Klaj (1616–1656), Dichter, Mitgründer des Pegnesischen Blumenordens
- Johann Andreas Endter (1625–1670), Nürnberger Buchhändler und Druckereibesitzer
- Sigmund von Birken (1626–1681), Dichter und Schriftsteller
- Erasmus Finx (1627–1694), Polyhistor, Autor und Kirchenliederdichter
- Joachim Nützel (1629–1671), Ratsherr, Mitbegründer der Nürnberger Malerakademie (heutige Akademie der Bildenden Künste Nürnberg)
- Konrad Feuerlein (1629–1704), Kirchenliedkomponist
- Stephan Farfler (1633–1689), Uhrmacher, Erfinder des mechanischen Rollstuhls
- Georg Christoph Eimmart (1638–1705), Astronom, Mathematiker, Kupferstecher. Gründer der ersten Nürnberger Sternwarte
- Heinrich Schwanhardt (1640–1676), Glasschneider, Erfinder der Glasätzung
- Johann Christoph Volkamer (1644–1720), Kaufmann, Fabrikant und Botaniker
- Maria Sibylla Merian (1647–1717), Naturforscherin und Künstlerin
- Christoph Weigel d. Ä. (1654–1725), berühmter Kupferstecher, Kunsthändler und Verleger
- Johann Christoph Denner (1655–1707), Instrumentenbauer, Unternehmer, Erfinder der Klarinette
- Josef Schaitberger (1658–1733), evangelischer Glaubenskämpfer und Bergmann
- Christoph VII. Fürer von Haimendorf auf Wolkersdorf (1663–1732), Kaiserlicher Rat, Ratsherr der Stadt Nürnberg und Dichter
- Johann Baptist Homann (1664–1724), Kartograph, Verleger, Kupferstecher Verfertiger von Globen
- Johann Jacob Gundling (1666–1712), Maler
- Johann Daniel Preissler (1666–1737), Maler
- Johann Ludwig Andreae (1667–1725), deutscher evangelischer Pfarrer, Kartograph, Globenbauer und Buchautor
- Johann Heinrich Müller (1671–1731) Astronom
- Maria Clara Eimmart (1676–1707), Astronomin
- Leonhard Maussiell (1685–1760), Lauten- und Geigenbauer
- Johann Heinrich Schulze (1687–1744), Universalgelehrter, Professor, Wegbereiter der Fotografie
- Adam Rudolf Solger (1693–1770), Antistes, Bibliothekar und Büchersammler
- Christoph Jacob Trew (1695–1769), Arzt und Botaniker, Brief- und Naturaliensammler
- Lazarus Carl von Wölckern (1695–1761), Jurist, Historiker, Diplomat und Vorderster Ratskonsulent der Stadt Nürnberg
- Johann Philipp Andreae (1699–1760), deutscher Mathematiker, Mechanikus, Sonnenuhr- und Kompaßmacher sowie Herausgeber

### 1701 bis 1800
- Johan Joachim Agrell (1701–1765), Komponist, Kapellmeister und Leiter der Nürnberger Ratsmusik
- August Johann Rösel von Rosenhof (1705–1759), Naturforscher, Miniaturmaler und Kupferstecher
- Leopold Widhalm (1722–1776), Lauten- und Geigenbauer
- Georg Friedrich Kordenbusch von Buschenau (1731–1802), Stadtphysicus und Direktor der Sternwarte
- Christoph Gottlieb von Murr (1733–1811), Jurist, Zollbeamter und Universalgelehrter
- Benedict Christian Vogel (1745–1825), Mediziner, Botaniker und Hochschullehrer
- Johann Conrad Gütle (1747–1827), Instrumentenbauer, Schriftsteller
- Johann Friedrich Frauenholz (1758–1822), Kunstsammler, Kunsthändler und Verleger
- Johann Philipp Siebenkees (1759–1796), Philologe
- Johann Philipp Palm (1766–1806), Buchhändler
- Georg Wilhelm Friedrich Hegel (1770–1831), Philosoph
- Christian Wurm (1771–1835), Königlich Bayerischer Polizeidirektor
- Ludwig von Leonrod (1774–1859), Direktor des Stadtgerichts und des Handeslappellationsgerichts in Nürnberg
- Johann Friedrich Klett (1778–1847), Techniker, Unternehmer
- Johannes Scharrer (1785–1844), Unternehmer
- Johann Wilhelm Späth (1786–1854), Erfinder und Techniker
- Jakob Friedrich Binder (1787–1856), von 1821 bis 1853 Erster Bürgermeister von Nürnberg
- Johann Jakob Weidenkeller (1789–1851), Tierarzt und Agrarwissenschaftler, Gründer des Industrie- und Kulturvereins in Nürnberg, Initiator der Kreislandwirtschafts- und Gewerbeschule, sowie weiterer sozialer Einrichtungen
- Johann Sebastian Staedtler (1800–1872), Bleistiftfabrikant, Erfinder des Farbstifts, Gründer der Firma STAEDTLER

### 1801 bis 1900
- Hans von und zu Aufseß (1801–1872), Gründer des Germanischen Nationalmuseums
- Joseph Gambihler (1801–1847), Lehrer und Publizist in Nürnberg
- Ludwig Andreas Feuerbach (1804–1872), Philosoph, Anthropologe und Religionskritiker
- Wilhelm Friedrich Christian Gustav Krafft (1805–1864), Politiker, Nürnbergs Vertreter bei der Frankfurter Nationalversammlung
- Johann Ludwig Werder (1808–1885), Konstrukteur, Erfinder sowie Direktor der Maschinenfabrik Cramer-Klett in Nürnberg
- Maximilian von Wächter (1811–1884), von 1854 bis 1867 Erster Bürgermeister von Nürnberg
- Bernhard Solger (1812–1889), Architekt und städtischer Baurat
- Kaspar Hauser (1812–1833), Findelkind
- Christoph Weiß (1813–1883), Kunstdrechsler und Schriftsteller, Mitglied des Pegnesischen Blumenordens
- Georg Karl Frommann (1814–1887), Germanist und Sprachforscher
- August von Kreling (1819–1876), Maler und Bildhauer
- Johann Michael Bast (1820–1891), deutscher Kellner, Brenner und Unternehmer
- Emil Weller (1823–1886), Bibliograf, Verleger und Sozialist. Mitbegründer der Nürnberger SPD 1869
- Anselm Feuerbach (1829–1880), Maler
- August Essenwein (1831–1892), Architekt und zweiter Direktor des Germanischen Nationalmuseums
- Johannes Strebel (1832–1909), Orgelbauer
- Friedrich Carl Hösch (1836–1888), Lithograf, Maler, Illustrator und Grafiker, Hösch gründete in Nürnberg die Kunstanstalt Hösch und Frankenberger
- Gustav Adam Schwanhäußer (1840–1908), Bleistiftfabrikant, Gründer der Firma Schwan-Stabilo
- Ignaz Bing (1840–1918), Unternehmer, gründete mit seinem Bruder Adolf (1842–1915) die Firma Bing (Motorenteile und Spielzeug)
- Gottlob Glafey (1845–1899), Gründer und Inhaber der gleichnamigen Lichterfirma
- Sigmund Schuckert (1846–1895), Elektrotechniker und Gründer der Firma Schuckert & Co.
- Karl Grillenberger (1848–1897), Arbeiterführer, Sozialdemokrat
- Constance Wilde (1858–1898), Kinderbuchautorin und Ehefrau von Oscar Wilde
- Max Neubert (1863–1948), Erfinder
- Richard Kandt (1867–1918), Arzt und Afrikaforscher
- Peter Behrens (1868–1940), Architekt, Maler, Designer und Typograf, Erfinder des Corporate Design, gab Meisterkurse an der Landesgewerbeanstalt Bayern
- Leo Katzenberger (1873–1942), Unternehmer
- Hermann Luppe (1874–1945), Politiker
- Ernst Schneppenhorst (1881–1945), Politiker, Widerstandskämpfer
- Philipp Maurer (1882–1947), Politiker, Landtagsabgeordneter
- Julius Streicher (1885–1946), nationalsozialistischer Politiker und Gründer, Eigentümer und Herausgeber des antisemitischen Hetzblattes Der Stürmer
- Hans Abraham (1886–1963), Welt- und Europameister im Gewichtheben
- Gustav Bark (1889–1970), Fußballspieler
- Georg Gerstacker (1889–1949), olympischer Silbermedaillengewinner 1912 im Ringen
- Karl Döppel (1890–1952), Nürnberger Ringeridol der 1920er Jahre, Europameister im Ringen 1924
- Josef Altstötter (1892–1979), SS-Oberführer und Ministerialdirektor im Reichsjustizministerium sowie nach Kriegsende Rechtsanwalt in Nürnberg
- Franz Reitmeier (1892–1957), Weltmeister im Ringen 1920
- Hans Schmidt (1893–1971), Fußballspieler und -trainer
- Otto Barthel (1895–1975), Lehrer und Schriftsteller, Barthel verfasste mehrere Werke über das Nürnberger Volksschulwesen und lebte bis zu seinem Tod in der Stadt
- Hermann Kesten (1900–1996), Schriftsteller

### 1901 bis 2000
- Richard Lindner (1901–1978), Maler
- Kurt Leucht (1903–1974), Olympiasieger im Ringen 1928
- Lala Aufsberg (1907–1976), Kunstfotografin
- Jakob Brendel (1907–1964), Olympiasieger 1932 und Europameister 1937 im Ringen
- Karl Pschigode (1907–1971), Schauspieler und Theaterintendant
- Martin Scherber (1907–1974), Musiklehrer und Komponist
- Rudolf Benario (1908–1933), Volkswirt, einer der ersten in einem nationalsozialistischen Konzentrationslager ermordeten Juden
- Kurt Hornfischer (1910–1958), olympischer Bronzemedaillengewinner 1936 und vierfacher Europameister im Ringen
- Rudolf Wöhrl (1913–2010), Unternehmer
- Johannes Viebig (1919–2008), evangelisch-lutherischer Oberkirchenrat und Kreisdekan von Nürnberg
- Hans Pfann (1920–2021), Turner
- Werner Gebhard (1921–1997), Beamter (Amtsrat) und Gewerkschafter, wohnte in Kleinreuth hinter der Veste
- Klaus Hashagen (1924–1998), Komponist, 1966–89 Musikabteilungsleiter von Studio Franken
- Michael Mathias Prechtl (1926–2003), Maler
- Bruno Schnell (1929–2018), Herausgeber und Verleger der Nürnberger Nachrichten und der Nürnberger Zeitung
- Jörg Triebfürst (1929–2015), Richter am Bundesarbeitsgericht
- Dani Karavan (1930–2021), Bildhauer
- Marita Keilson-Lauritz (* 1935), Literaturwissenschaftlerin und -historikerin
- Anneli Granget (1935–1971), Schauspielerin
- Hildegund Holzheid (* 1936), frühere Präsidentin des bayerischen Verfassungsgerichtshofes
- Peter Horst Neumann (1936–2009), Schriftsteller
- Werner Jacob (1938–2006), Organist und Komponist
- Siegfried Jerusalem (* 1940), Opernsänger
- Tilo Prückner (1940–2020), Schauspieler
- Hans-Günther Schramm (* 1941), Grünen-Politiker und Friedensaktivist
- Hans Meyer (* 1942), Fußballtrainer
- Günther Beckstein (* 1943), CSU-Politiker, 2007–08 Bayerischer Ministerpräsident
- Udo Kaller (* 1943), Künstler
- Godehard Schramm (* 1943), Schriftsteller
- Ilse Kokula (* 1944), Pädagogin, Autorin und LGBT-Aktivistin
- Sonny Hennig (1946–2019), Rockmusiker, Autor und Radiomoderator
- Karl Friedrich Sinner (1946–2017), Forstmann
- Hortense von Gelmini (* 1947), Musikerin, Malerin und Schriftstellerin; dirigierte als erste Frau die Nürnberger Symphoniker
- Günther Görz (* 1947), Informatiker
- Vivienne Olive (* 1950), Komponistin
- Volker Blumenthaler (* 1951), Komponist
- Michael Lochner (* 1952), Organist, Landeskirchenmusikdirektor
- Heinrich Hartl (* 1953), Komponist und Pianist
- Dagmar Wöhrl (* 1954), Politikerin (CSU) und Miss Germany 1977
- Lissy Gröner (1954–2019), Politikerin (SPD)
- Bernd Regenauer (* 1956), Kabarettist und Autor
- Martin Müller (* 1958), Eishockeyspieler
- Matthias Ank (* 1959), Kirchenmusiker, Kantor der Lorenzkirche
- Rainer Mertens (* 1961), Technikhistoriker
- Andreas Köpke (* 1962), Fußballspieler
- Markus Gramer (* 1963), Maler und Graphiker
- Sandra Bullock (* 1964), amerikanisch-deutsche Schauspielerin
- Jürgen Brand (* 1965), Politiker (CSU)
- Birgit Jahn (* 1966), Miss Germany 1986
- Uschi Unsinn (* 1967–2022), LGBT-Aktivistin, Polit-Dragqueen und Kommunalpolitikerin
- Till Rüger (* 1970), Journalist und Biologe
- Veronika Grimm (* 1971), Wirtschaftswissenschaftlerin
- Philipp Hochmair (* 1973), Schauspieler[5]
- Meike Munser-Kiefer (* 1973), Pädagogin und Hochschullehrerin
- Sylvia Leifheit (* 1975), Schauspielerin, Unternehmerin und Autorin
- Tessa Ganserer (* 1977), Politikerin (Bündnis 90/Die Grünen)
- Matthias Hunger (* 1977), Autor
- Karola Obermüller (* 1977), Komponistin
- Philipp Plein (* 1978), Modedesigner
- Alexander Shelley (* 1979), Chefdirigent der Nürnberger Symphoniker
- Michael Wolfschmidt (* 1981), Singer-Songwriter, Musiker, Komponist, Texter, Moderator und Schauspieler
- Daniel Küblböck (1985–2018), Sänger
- Elena Semechin (* 1993), Schwimmerin
- Pascal Köpke (* 1995), Fußballspieler
- Maximilian Marterer (* 1995), Tennisspieler
- Niklas-Wilson Sommer (* 1998), Fußballspieler und Influencer

### Ab 2001
- Erik Shuranov (* 2002), Fußballspieler
- Taliso Engel (* 2002), Schwimmer